# 토요타 키장
토요타 키장(Toyota Kijang)은 "Kerja Sama Indonesia-Jepang" (영어 : Indonesia-Japan Cooperation)의 약자로 토요타 자동차가 동남 아시아에서 주로 판매하는 일련의 픽업 트럭 및 MPV이다.  인도네시아에서 사슴,  문착을 의미하는 "키장"은 1977년 인도네시아에서 처음 도입되었으며 현재 인도에서 가장 인기있는 자동차가 되었다.  같은 차량은 필리핀에서 토요타 타마라우로 생산되었으며 1976년 12월에 발매되었다.  필리핀의 4 세대 모델은 토요타 레보라는 이름으로 판매되었다.  이 차는 다른 국가에서 판매 및 아프리카에서 대만 인도와 네팔 (3세대), 토요타 제이스와 토요타 커리스(세 번째와 네 번째 세대), 말레이시아 토요타 안서(4세대), 토요타 종마로 알려져있다 토요타 벤처(3세대)와 남아공 (4세대)의 토요타 콘도르라는 더 높은 사양을 가진 기본 모델 (2세대, 3세대 및 4세대)이다.
4륜 구동 차량 (키장은 후륜 구동 차량)과 비교할 때 판매되는 시장에서 상대적으로 저렴한 가격으로 높은 좌석 용량, 높은 지면 간극 및 견고한 서스펜션을 자랑하며 일반적으로 가난한 도로 상황 및 대규모의 확대 가족이다.

거의 모든 국가에서 CKD (완전한 녹다운) 단위로 제조되며, 각 시장에서 판매된다.  기장은 쉽게 제조할 수 있도록 설계되었다. 1986년 키장 조립은 코롤라 1300을 조립하는 데 드는 비용의 약 42%정도 된다.

## 1세대 (F10; 1976년 - 1981년)
이 프로토타입은 1975년 자카르타 박람회에 전시되었으며, 1977년에 생산이 시작되었다. 최초의 키장은 4단 수동 변속기에 적합한 1.2 리터 3K 엔진으로 구동되는 소형, 경량 픽업 트럭이었다. 뒤 몸과 지붕을 가진 픽업 변형도 제작되었다. 소형 버스 키장은 (밴/왜건 버전)는 현지 회사에서 제작했다.
키장은 1976년 12월 2일 이후 필리핀에서 판매되었지만 1977년 6월 9일 인도네시아 시장에 처음 진입했다  그것은 외부 경첩이 달린 반문과 플라스틱 / 캔버스 창문이 달린 박스 픽업 트럭이었다.  "KF10"이라고 불리며 3단 엔진과 1972년 코롤라를 4 단 수동 변속기에 연결했다.  한때 열렸던 엔진 후드가 악어 입과 닮았 기 때문에 "Kijang Buaya" (Crocodile Kijang) 라고 별명을 붙였다.  KF10 키장 자동차는 1981년까지 2만 6천 6백 6십만 대를 판매하여 2대 기장으로 교체되었다.

### 타마러우

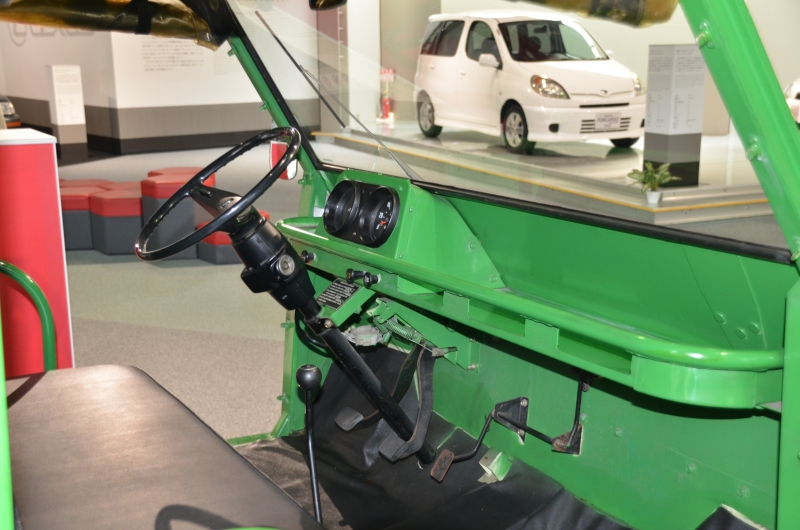
타마러우 인테리어

필리핀에서 기장은 1970년대부터 1980년대 초반까지 생산 된 타마러우 (국가의 동물 중 하나 인 타마러우)라는 이름으로 판매되었다.  년 12 월 1976년 도입, 그것은 1.2L "4K"가솔린 엔진과 작은  톤의 하이 사이드 픽업 (HSPU) (56 마력을 생산)로 시작하고 지금 소멸에 의해 제작되었다 델타 모터 , 필리핀에서 도요타 차량을 조립했다.  BUV 또는 "기본 유틸리티 차량"으로 간주되었다.  그것은 4 단 변속기를 가지고 있었고, 일부 모델에는 운전석 또는 조수석 측면 도어가 없었다.  견고성과 유지 보수 용이성, 심지어 업그레이드 가능성 (일부는 4K 엔진을보다 강력한 엔진, 일반적으로 디젤 엔진 또는 트라카의 "K"엔진 시리즈), 몇몇의 차량은 오늘 살아난다. 그것의 디자인은 현지 조립 자에 의해 때때로 복사되거나 변경된다.  제너럴 모터스 (프란시스코 모터스를 통해), 포드, 크라이슬러 (미쓰비시와 함께)는 피너이  와 포드 피에라 및 시마론의 두 가지 버전을 포함하여 자체 버전을 만들었다.
타마러우 FK-10은 번즈 필 그룹의 부서 인 엘라 모터스에 의해 1980년 파푸아 뉴기니에서 수입 및 유통되었다.  차량은 토요타 트라카로 이름이 바뀌었고 "인기있는 토요타 코롤라와 동일한 엔진을 사용하는 것으로 설명되었지만 트라카는 750kg을 실어 나를 수 있고 60hp 이상을 개발할 수 있는 기본적인 다용도 차량이다."

## 2세대 (F20 / F30; 1981년 - 1986년)
신체 패널이 다르더라도 20 시리즈 키장은 boxy 스타일을 유지했다.  그것의 호리 호리한 두건의 밑에 1.3 리터 4K 엔진 은 1985년 12월에서 대체되었다 1.5 리터 5K.  유일한 변속기는 4 속도 설명서였다.  5K로, 힘은 60 미터마력 (44 kW)에서 증가했다. 60 미터마력 (44 kW), 둘 다 5600 rpm. 1986년 모델은 직사각형 헤드 라이트와 새로운 그릴로 바깥에서 말할 수 있다. 기장은 1983년과 1984년에 스즈키 수퍼 캐리와 다이 하츠 히제와 같은 과거의 시장 리더들을 따라 잡기 시작했다.  더 강력한 키장은 더 많은 운반 능력을 제공했지만 엔진 배치는 더 저렴한 Kei 트럭 기반 경쟁 업체보다 안전하다.  1985년 2월에 100,000번째 키장이 생산 라인을 떠났다.
필리핀에서는 타마러우도 긴 휠베이스 30 시리즈로 판매되었다.  지방의 필리핀의 자동차 상표 (용)는 긴 휠베이스 타마러우의 디자인을 나중에 잡았고, 그것을 시장에 내놓았다.  니산은 현지 조립 업체 유니버설 모터스를 통해 나중에 AUV의 테마 인 비다 (타갈로그어의 "주인공")라는 자체 휠체어를 조립하여 출시했다. 긴 휠베이스의 타마러우와 흡사하다. 

## 3세대 (F40 / F50; 1986년 - 1996년)
1986년 11월에 출시 된 키장은 짧은 휠베이스 (KF40 시리즈)와 긴 휠베이스 (KF50 시리즈)로 제공되었다.  기장은 더 크고 무거워졌으며 더 이상 픽업으로 우선 순위가 부여되지 않았다.  표준 변속기 수준에는 4 단 수동 변속기가 장착되었지만 수퍼 변속기에는 5 단 수동 변속기와 더 잘 장착 된 내부 변속기가 있다.  이 세대에는 토요타가 임명 한 회사에서 제작한 풀 바디 MPV가 도입되었다.  이 기술은 퍼티 사용량을 2-5kg 개까지 줄이기 위해 적용되었다.
안면 성형은 1992년에 발생했다.  미니 버스는 이제 오른 쪽 뒷문을 받고 풀 바디 대신 Toyota Original Body라는 새로운 이름을 사용했다.  창작 과정에서 완전히 눌러졌으며 뾰족한 용접으로 사용되었다.  지금까지이 모델은 유일한 퍼티 프리 기장이라고 할 수 있다.  미니 버스의 깔끔한 수준은 다음과 같았다 :
- 표준(SX / KF42 & LX / KF52) : 4 단 수동, 표준 대시 보드 및 전원 기능이없는 기본 모델 키장.
- 디럭스(SSX / KF42 & LSX / KF52) : 새로운 정교한 계기판, 고급 인테리어 자재, 센터 캡이 달린 스틸 림, 싱글 AC, 라디오 수신기가있는 기본 오디오 시스템 등을 갖춘베이스 기장의 업그레이드 된 버전이다.  (합금 휠은 옵션으로 제공되었다.  )
- 그랜드 엑스트라(SGX / KF42 & LGX / KF52) : 더블 블로어 AC, 합금 바퀴, 스웨이드 커버 도어 트림 및 시트, 파워 스티어링, 파워 미러, 파워 윈도우, 타키 미터, 테이프 데크가있는 업그레이드 된 오디오 시스템 라디오 수신기 (CD 플레이어는 옵션으로 제공됨), 알람 및 전원 잠금 장치가 포함된다.
- 키장 로버(GRX 스페셜 에디션, KF42) : 더 넓은 실내, 4 개의 도어 모두를위한 파워 윈도우, 센터 콘솔, 4 개의 스피커와 2 개의 트위터가있는 세련된 오디오 시스템, 목재 트림, 특수 도어 트림, 새로운 합금 휠 및 새로운 후방.
- 키장 잔탄(LGX 기반 모델, KF52) : 더 큰 트렁크 용량을 갖춘 코치 빌더 모델, 뒤 defogger가있는 에어컨 시스템, 가죽 좌석 및 기장 탐사차와 같은 사치.  로버와 잔탄 모델은 서로 다른 바퀴와 후방 스타일링을 가지고 있다.

키장 켄카나(KF42 / KF52)는 키장 로버 / 잔탄에 기반한 코치 빌더 모델로 지붕이 높고지면이 높다.

1994년 키장은 새로운 그릴과 새로운 엔케이 14 인치 레이싱 알루미늄 휠, 새로운 스티어링 휠, 디럭스 트림을 위한 타코미터 및 더 큰 기화기를 포함한 두 번째 안면 성형품을 받았다. 1,781 세제곱센티미터 (1.8 L) 7K-C OHV 엔진.  7K 엔진이 도입됨에 따라 5K 엔진의 생산이 완전히 중단되었다.  1995년 8월 17일, 키 자앙 (키장)에서 처음으로 SGX 및 LGX 모델의 선택 사양으로 4 단 자동 변속기가 도입되었다.  이 1995-1996 버전은 기념일이었고 비교적 비쌌다. Rp 1 억 당시. 

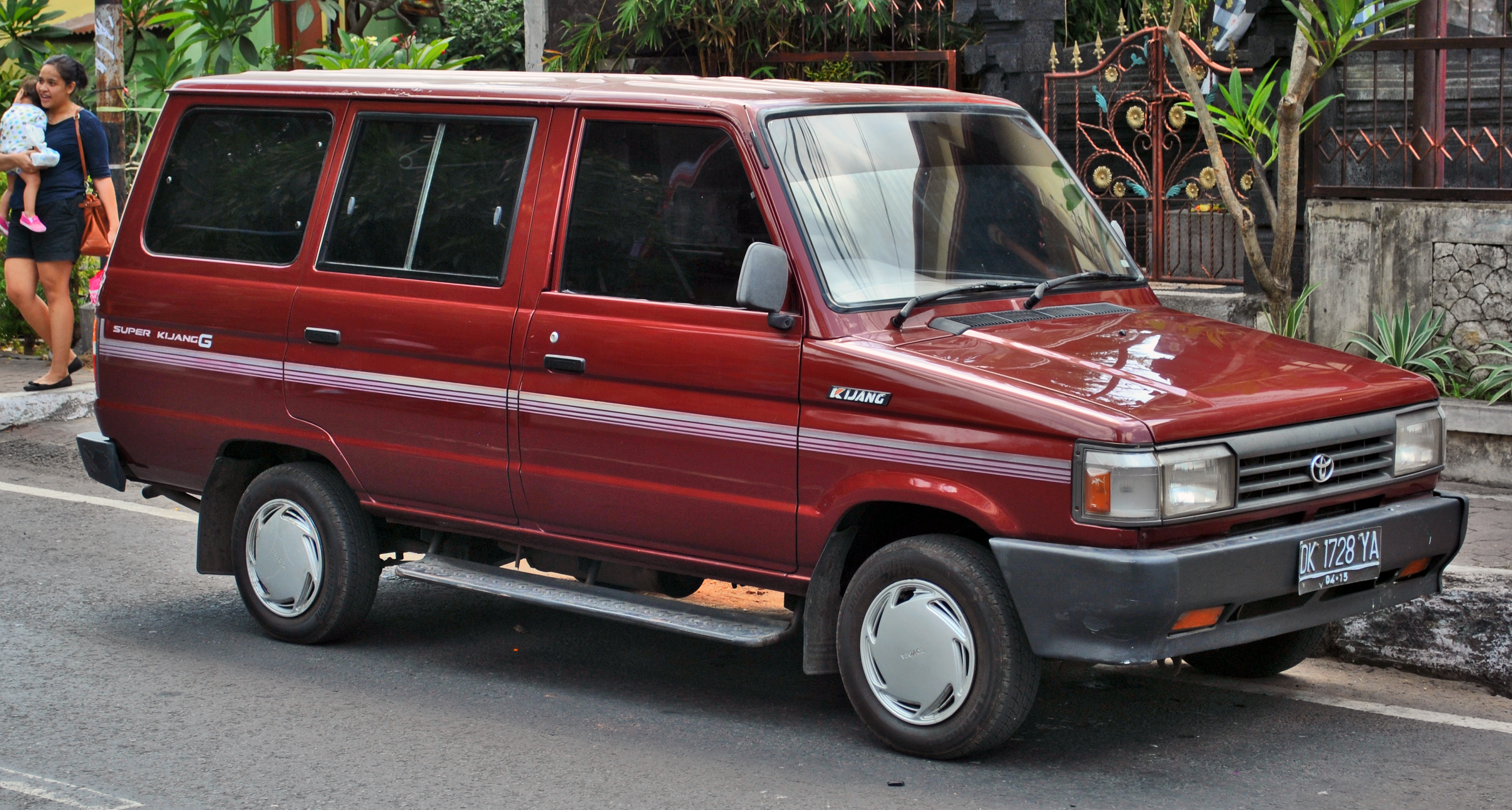
토요타 키장 수퍼 (인도네시아)
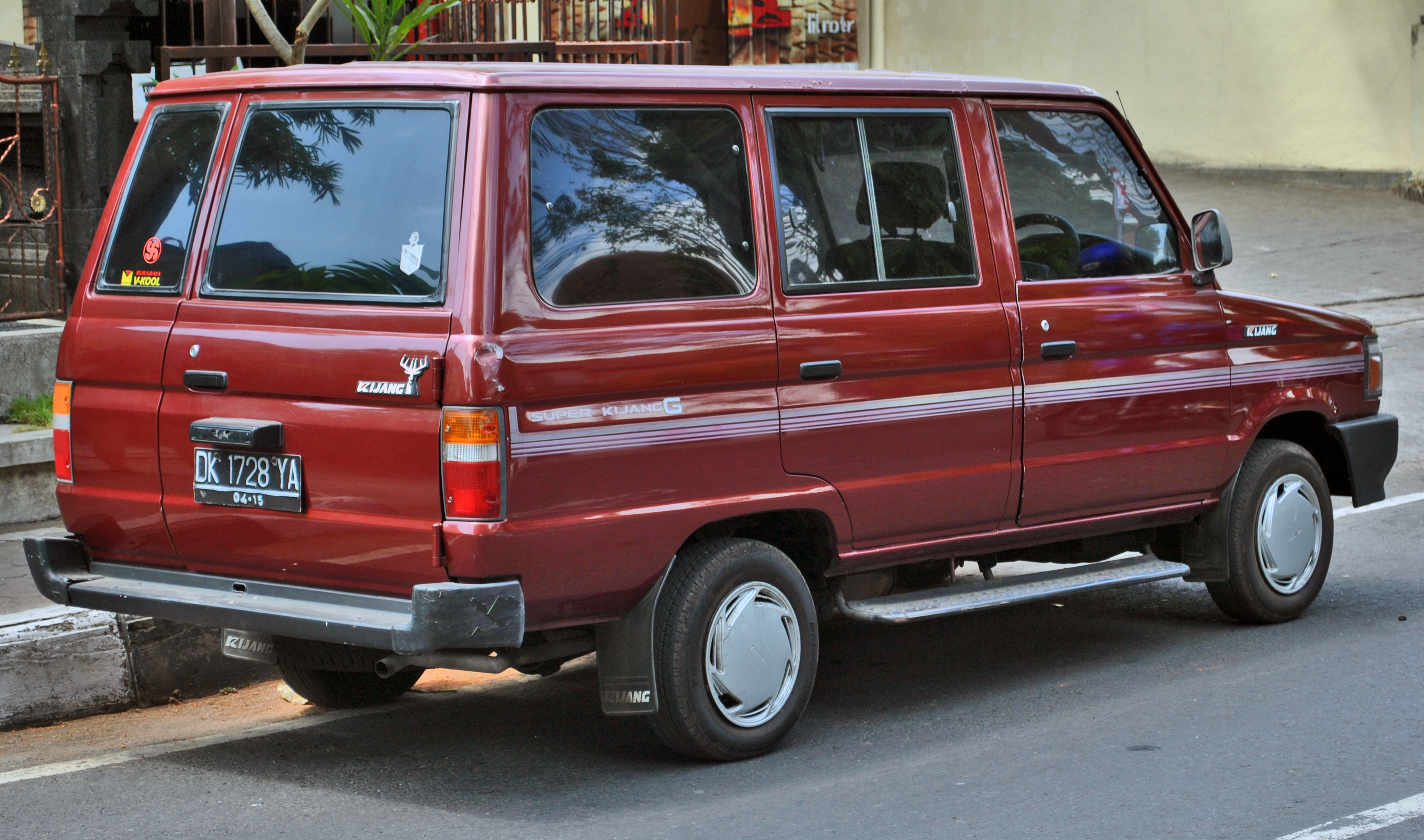
토요타 키장 수퍼 (인도네시아)

### 커리스 (인도)

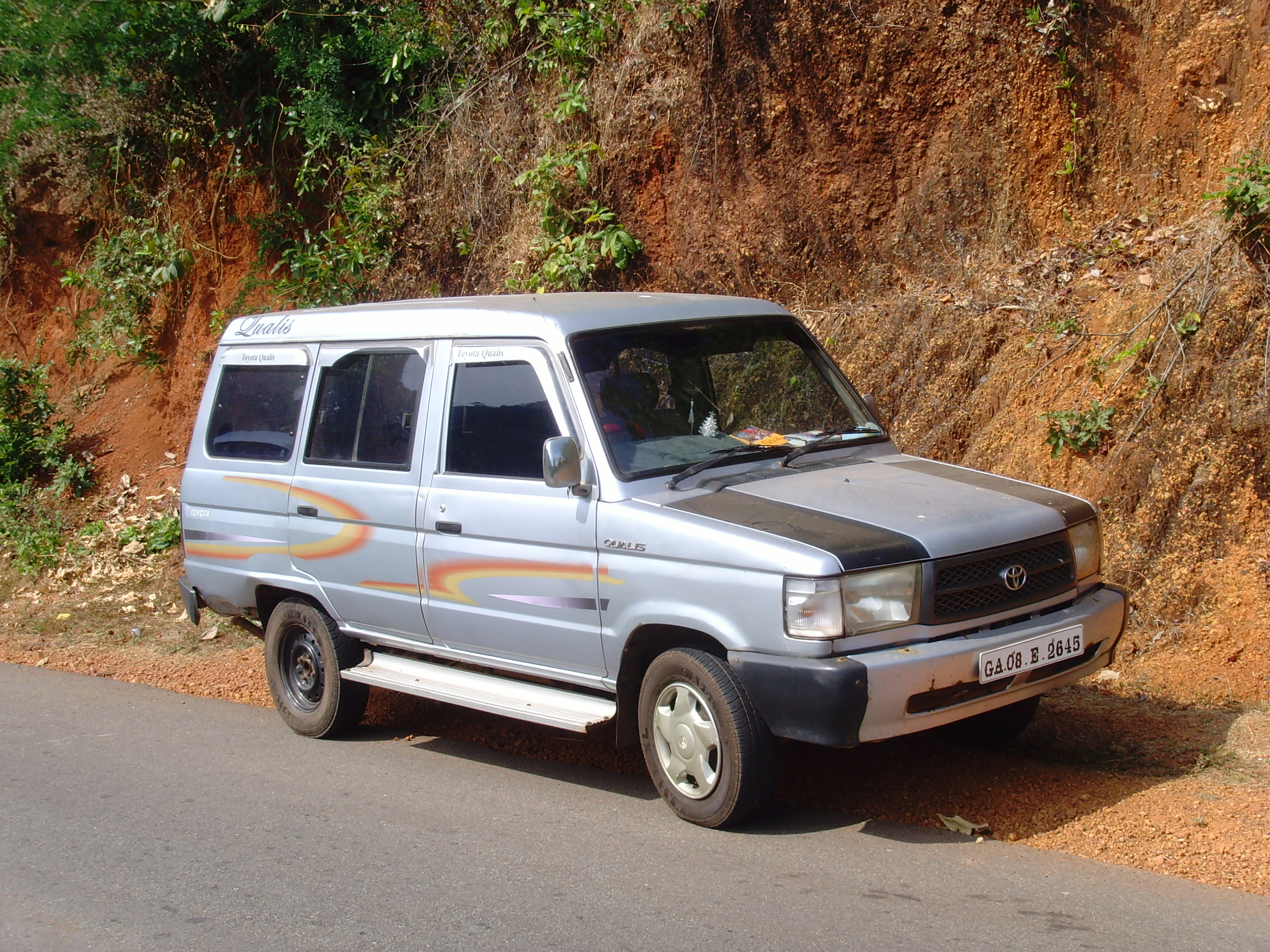
토요타 커리스 FS (인도)

키장은 토요타 커리스라는 이름으로 인도에서 판매되었다.  커리스는 3 세대 글로벌 모델을 기반으로했지만 전면 및 후면 스타일링 및 외관 변화 및 일부 4 세대 드라이브 트레인 구성 요소 공유로 업데이트되었다.  비평가들은 차량이 어색한 디자인 (비 공기 역학)으로 뒤늦게 팔려 나갔다고 말했다.  그러나 커리스는 타타의 스모와 마힌드라의 볼레로와 같은 다른 차량보다 택시, 함대 운전자 및 대형 인도 가정에서 차량을 환영 받음에 따라 큰 인기를 얻었다.  이 커리스는 2.4 리터 디젤 엔진 또는 2.0 리터 가솔린 엔진에 의해 구동된다.  최고급 모델에는 합금 바퀴, 디스크 브레이크 및 비상업적 인 구매자에게 애정을 싣기 위해 고안된 기타 편안 항목이 제공된다. 

### 벤처 (남아프리카 공화국)
남아프리카 공화국에서 벤처라는 픽업 변형이있는 버전이 제작되어 판매되었다.  종마의 광고 캠페인에는 현지 아프리칸스 코미디언 톨라 판 데르 머웨 가 출연했으며, 그의 인기로 인해 일반적으로 "톨라 픽업"라고 불린다. 

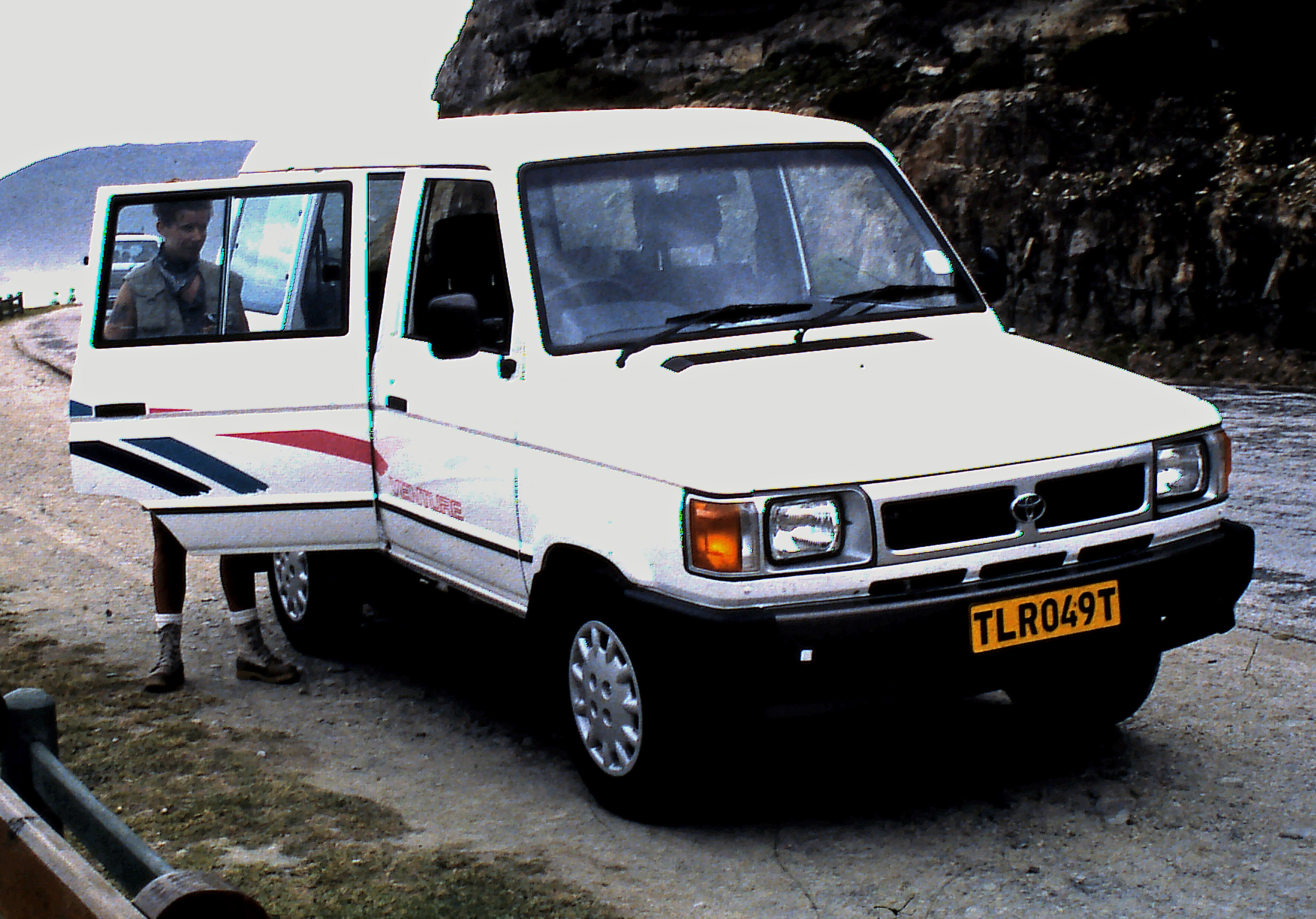
토요타 벤처 밴 (남아프리카 공화국)
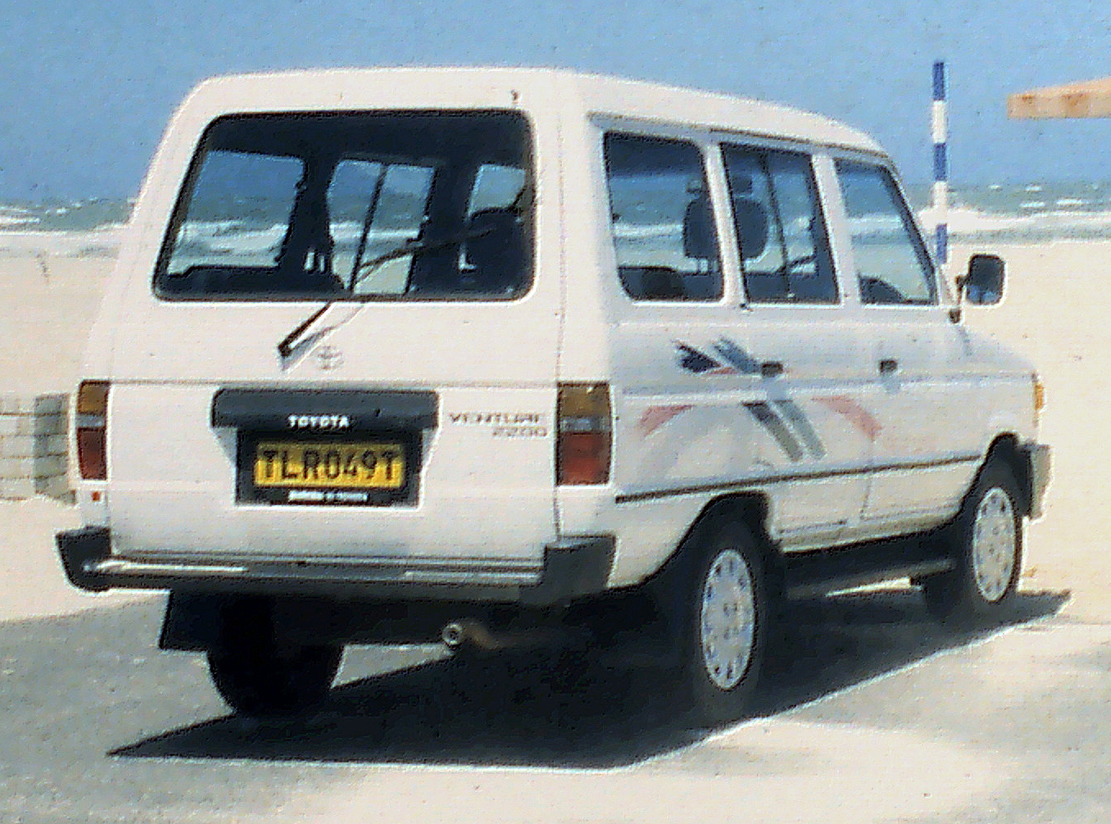
토요타 벤처 밴 (남아프리카 공화국)

### 타마러우 FX
필리핀에서는 기장의 버전이 1990년 초에 선보였 때 타마러우 FX로 판매되었다.  타마러우 FX는 1.8 리터 7K-C 가솔린 엔진 또는 2.0 리터 2C 디젤 엔진과 함께 제공되며 모두 5 단 수동 변속기와 연결된다.  힘은 78 마력 (58 kW) 이었다 및 69 마력 (51 kW) 로 최고 속도는 130 또는 125 킬로미터 매 시 (81 또는 78 시간 당 마일).  표준, 디럭스 및 GL은 제공되는 장비 수준이다. FX는 승용 마차로 사용하기위한 것이었다.  그것은 아직도 오래되었던 타마러우의 울퉁불퉁 함을 유지했고, 거친 길과 무거운 짐을 나르는 것에 이상적이다.  그것은 도요타 자동차 필리핀에 의해 조립되었다.  또한이 시간, 니산 비다와 함께, 지방의 차 조립 자 Carter Motors는 자기 자신의 버전 ( 대중이 Tagalog ( 대중의 범위에 있는 차가 있음을 의미하면서, 대중을 위해 Tagalog)을 생각해 내었다)을 생각해 내었다.

## 4세대 (F60 / F70 / F80; 1997년 - 2007년)
1997년 1월 키장은 완전히 둥글고 공기 역학적 인 모양을 갖도록 재 설계를 받았으며 전임자보다 더 강력하고 세련되었다.  "Kijang Kapsul" ( Capsule Kijang )으로 잘 알려진 미니 버스는 70 시리즈 (짧은 휠베이스) 또는 80 시리즈 (긴 휠베이스) 중 하나였다.  픽업 모델은 60 시리즈였다.  키장을 장착 한 7K 또는 7K-E (1.8L)는 인도네시아에서 가장 선호되는 모델이었다. 가장 저렴한 모델이었고 대부분의 사람들에게 충분했지만 1RZ -E (2L) 장치에 비해서 매우 약함. 그것은 동일한 플랫폼 6 세대 히러.
4 세대 키장 차량은 일반적으로 두 가지 트림 시리즈로 출시되었다.
- 긴 시리즈 (F80 / F81 / F82)
  - LSX : 표준 플러스 (표준 에어컨, 카세트 테이프 플레이어 및 타코미터 장착)
  - LGX : 디럭스 (더블 블로어 에어컨, 카세트 테이프 / CD 플레이어, 파워 윈도우 및 장식물 장착.  또한 처음으로 4 단 자동 변속기가 변형이 아닌 표준 옵션 장비로 제공되었다.
  - Krista (긴 시리즈 용) : 럭셔리 에디션 (LGX와 동일하지만 청색, 적색, 검은색, 은색 또는 녹색 색상으로 제공되며 스포츠 키트와 세련된 인테리어가 포함되어 있음) Krista 에디션에는 특수 도어 트림 및 센터 콘솔도 포함된다.  1997년-2000년 Krista에는 자동 변속 장치 선택권이 없었다)
  - 한정판 Krista (긴 시리즈 전용) : LGX 바퀴가 달린 Krista Kijang, Rangga의 자동 변속기와 후방 테일 게이트, 스페어 타이어와 휠 장착으로 완성.
- 쇼트 시리즈 (F70 / F71 / F72)
  - SX : 표준 (에어컨, 카세트 테이프 플레이어, 파워 윈도우, 타코미터 또는 기타 사치품 없음)
  - SSX : 표준 플러스 (표준 AC 및 카세트 테이프 플레이어 장착)
  - SGX : 디럭스 (더블 블로어 AC, 카세트 테이프 / CD 플레이어, 파워 윈도우 및 고니 어 장착)
  - Rangga (쇼트 시리즈 만, 1997년-2000년) : 스포츠 에디션 (SGX와 동일하지만 새로운 프런트 근막, SUV와 같은 바디 키트, 높은지면 간극, 부츠에 부착 된 스페어 타이어, 스웨이드 시트 커버 및 도어 트림이있는 세련된 인테리어)

픽업 변형은 표준 갑판과 플랫 데크 (그리고 키장 픽업이 2007년에 중단되었을 때 히러 싱글 캐빈으로 대체 됨)으로 제공되었다.  미니 버스의 트림 레벨에는 SX, SSX, SGX (짧은), LX, LSX, LGX 및 Krista(긴)가 포함된다.  짧은 휠베이스와 스포티 한 랑가도 단기간에 제공되었지만이 모델은 시장에서 성공하지 못했으며 판매된 단위는 극소수이다.  현지 회사가 만든 "RoverAce"및 "Jantan Raider"라는 버전도 판매되었다.
2000년 2월, 기장은 새로운 프론트 엔드를 얻었다.  2.0 리터 엔진은 2000년 9월 이후 LGX 및 Krista 모델에서 제공되었다.  또 다른 사소한 변화는 2002년 8월에 새로운 그릴과 후방 장식, 그리고 그 기능에 대한 작은 변화로 주어졌다.
인도네시아의 4 대 기장은 3 번 바뀌었다.
- 초판 (1997년 1월 -2002년 2월) : 신체의 강철은 제 2 판보다 두꺼웠다.  창문에는 여전히 고무 도장이 장착되어 있었다.  그것은 1.8 리터 탄화 가솔린과 2.4 디젤 엔진을 사용했다.
- 제 2 판 (2000년 2월 - 2002년 8월) : 얇은 몸체 - 강철이 생산 비용을 줄이기 위해 사용되었다. 따라서 새 모델은 첫 번째 모델과 동일한 가격으로 판매되었다.  그것은 앞 유리가 여전히 고무 도장을 사용하는 동안, 뒤쪽 창문에 복합 실란트를 사용했다.  전면 패널의 디자인은 약간 변경되었다 (주로 운전자 측에서).  이 모델의 경우 고객은 사용하고자하는 엔진을 선택할 수 있다. 2.0 리터 EFI 가솔린 엔진, 2.4 리터 디젤 엔진 또는 신형 1.8 리터 EFI 엔진.  LSX와 SSX 손질은 옵션으로 Enkei 14 "경주 합금 바퀴를 얻었다.
- 제 3 판 (2002년 8월 - 2004년 9월) : LSX 및 LGX 시리즈 및 SSX 및 SGX는 이제 스웨이드 도트 트림 (구형 모델 천 피복 트림)을 갖추고 있다.  내부는 완전한 베이지 색으로 바뀌었다 (더 오래되었던 모델의 색은 대부분 회색이다).

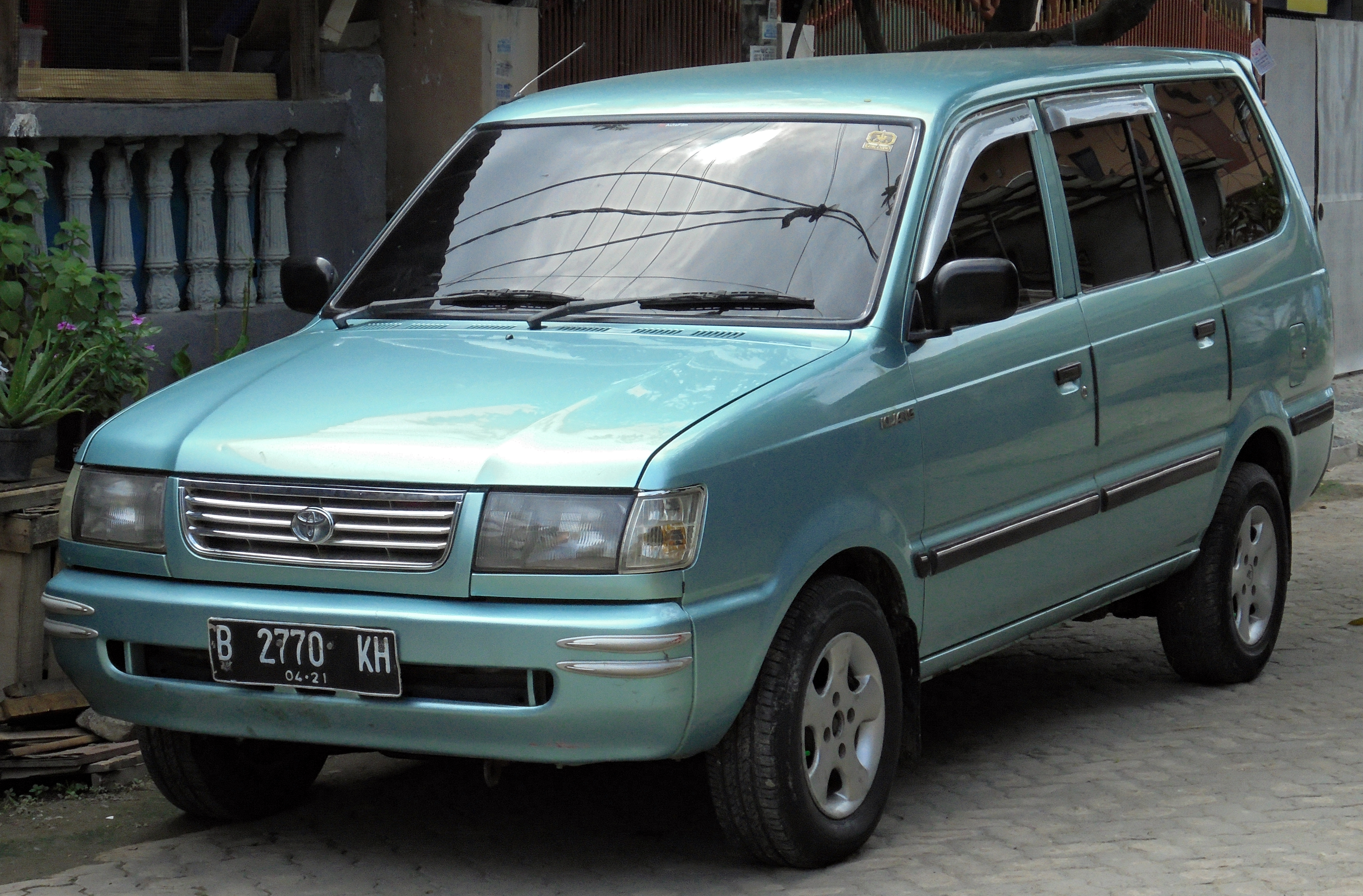
1997년 토요타 키장 1.8 LGX 왜건 (KF80, 인도네시아 프리 페이스 리프트)
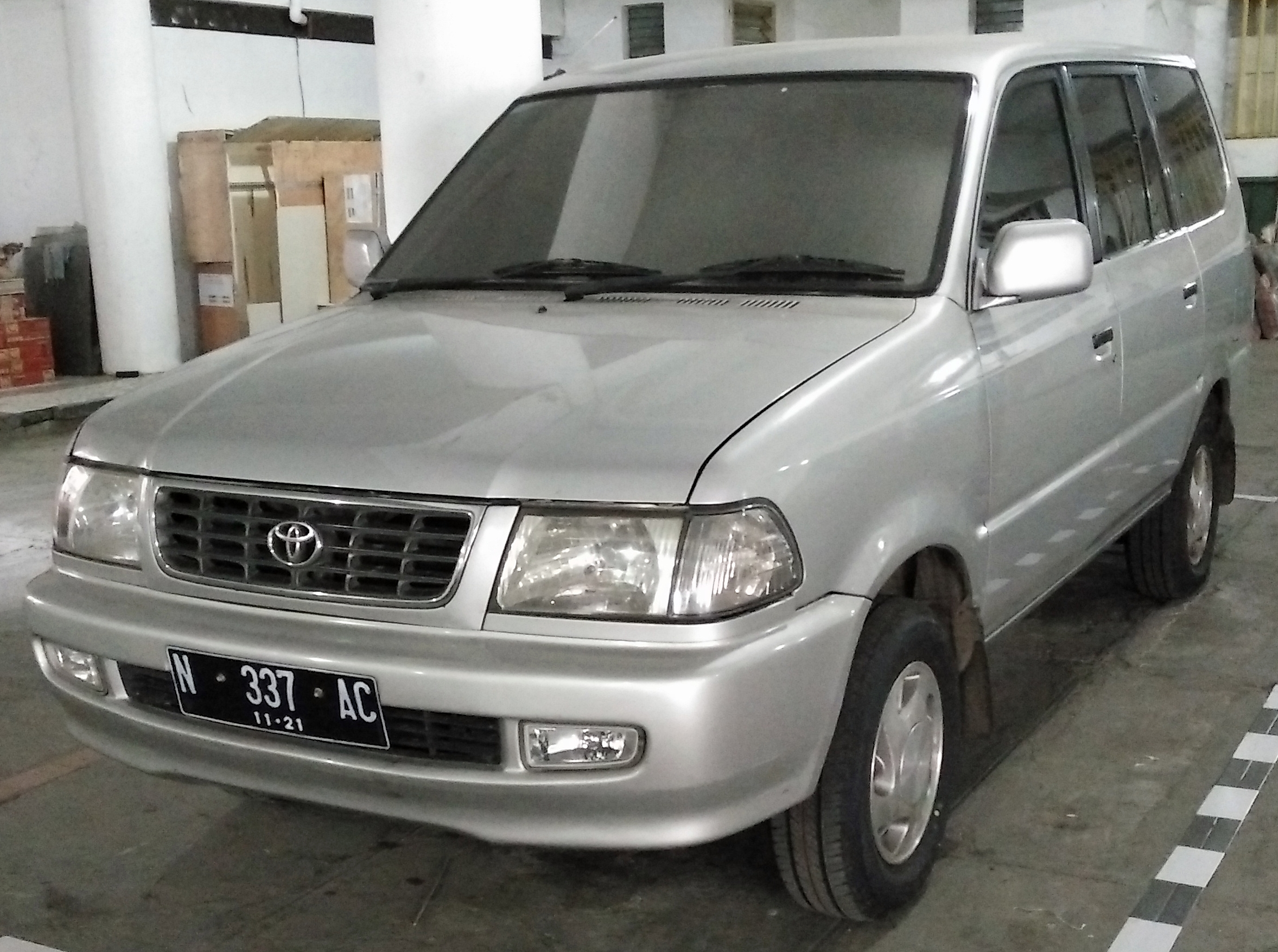
2001년 토요타 키장 2.4 LGX 디젤 (LF81, 인도네시아 첫 번째 개조)
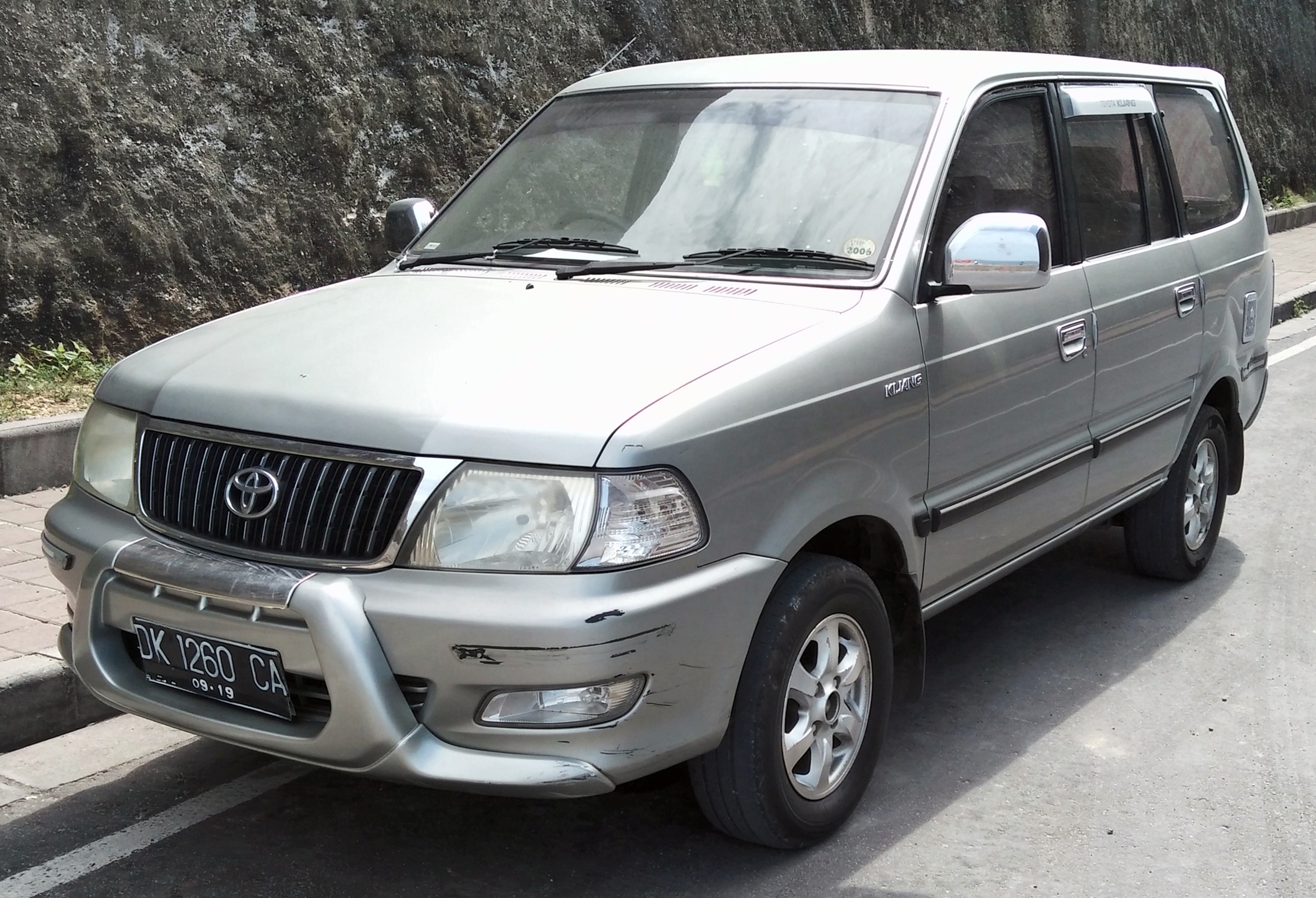
2004년 토요타 키장 1.8 LGX EFI (KF82, 인도네시아 제 2의 안면 성형)

### 말레이시아
4 세대 키장은 1998년 중반 ~ 2005년 5월에 이노바 로 대체되어 말레이시아에서 안서로 판매되었다.  2000년 7월부터는 1.8 7K-E 엔진으로 자동 변종을 사용할 수 있었다.  2001년 4월에 개질 수술이 도입되었다.  변경 사항에는 새로운 멀티 리플렉터 헤드 램프, 전면 범퍼에 통합 스포트라이트, 테일 라이트 용 컬러 전구가있는 맑은 렌즈 및 새로운 스티어링 휠 디자인이 포함되었다.  2003년에는 안서가 1.8 7K-E 엔진에서만 다시 업데이트되었지만 GLi와 LGX.
앞 

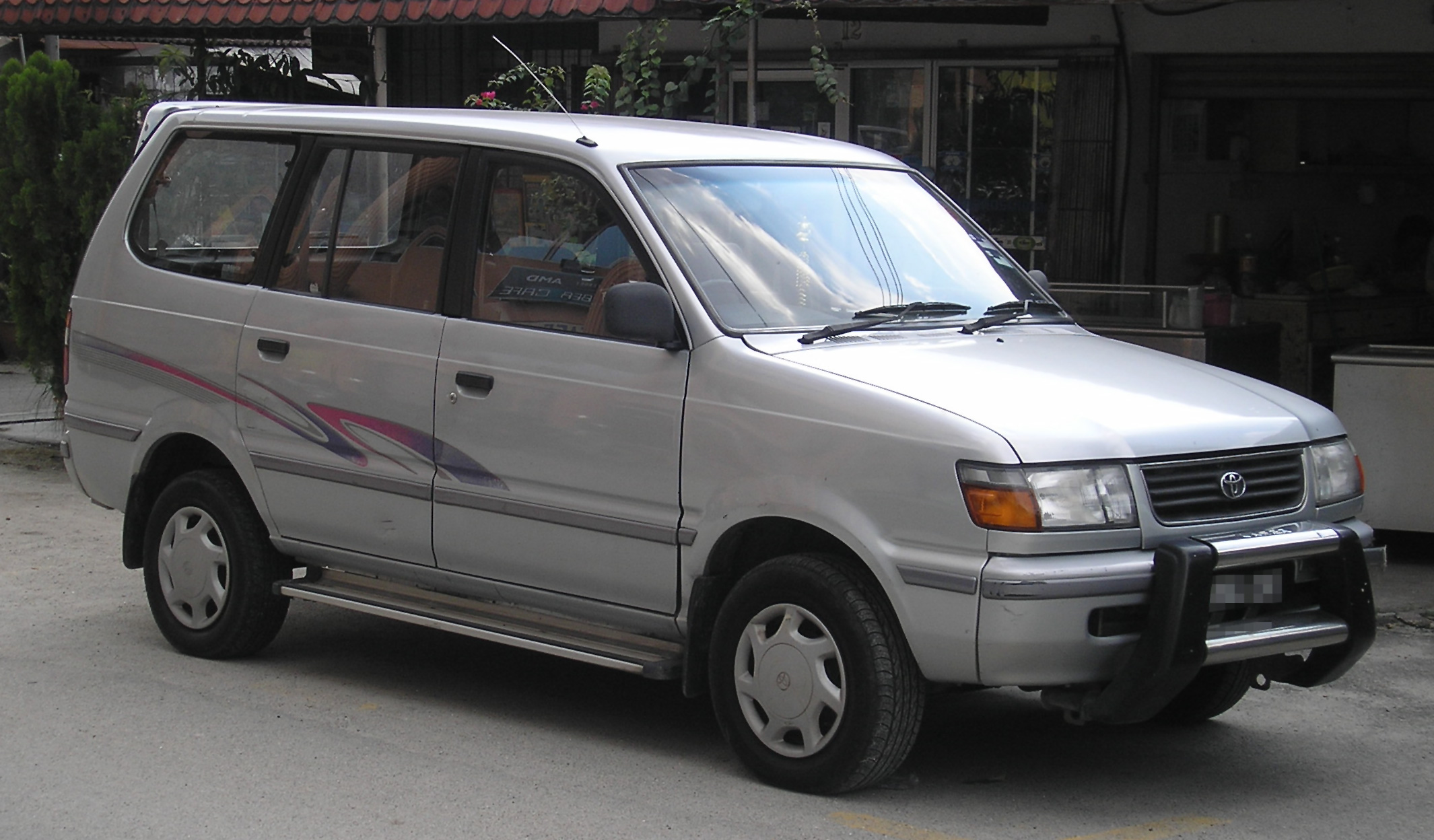
토요타 안서 (프리 페이스 리프트, 말레이시아)
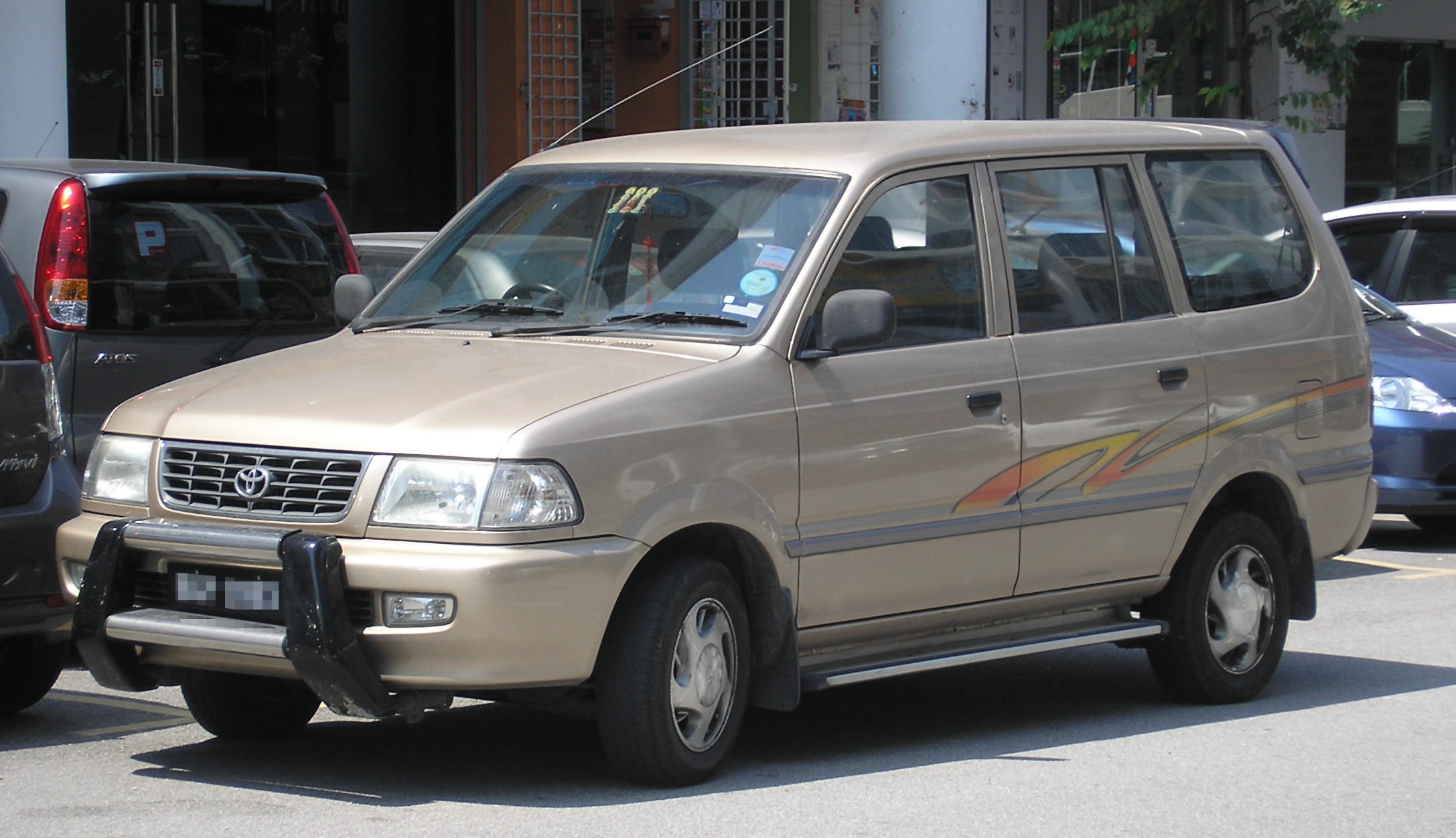
토요타 안서 (말레이시아 최초의 안면 성형)
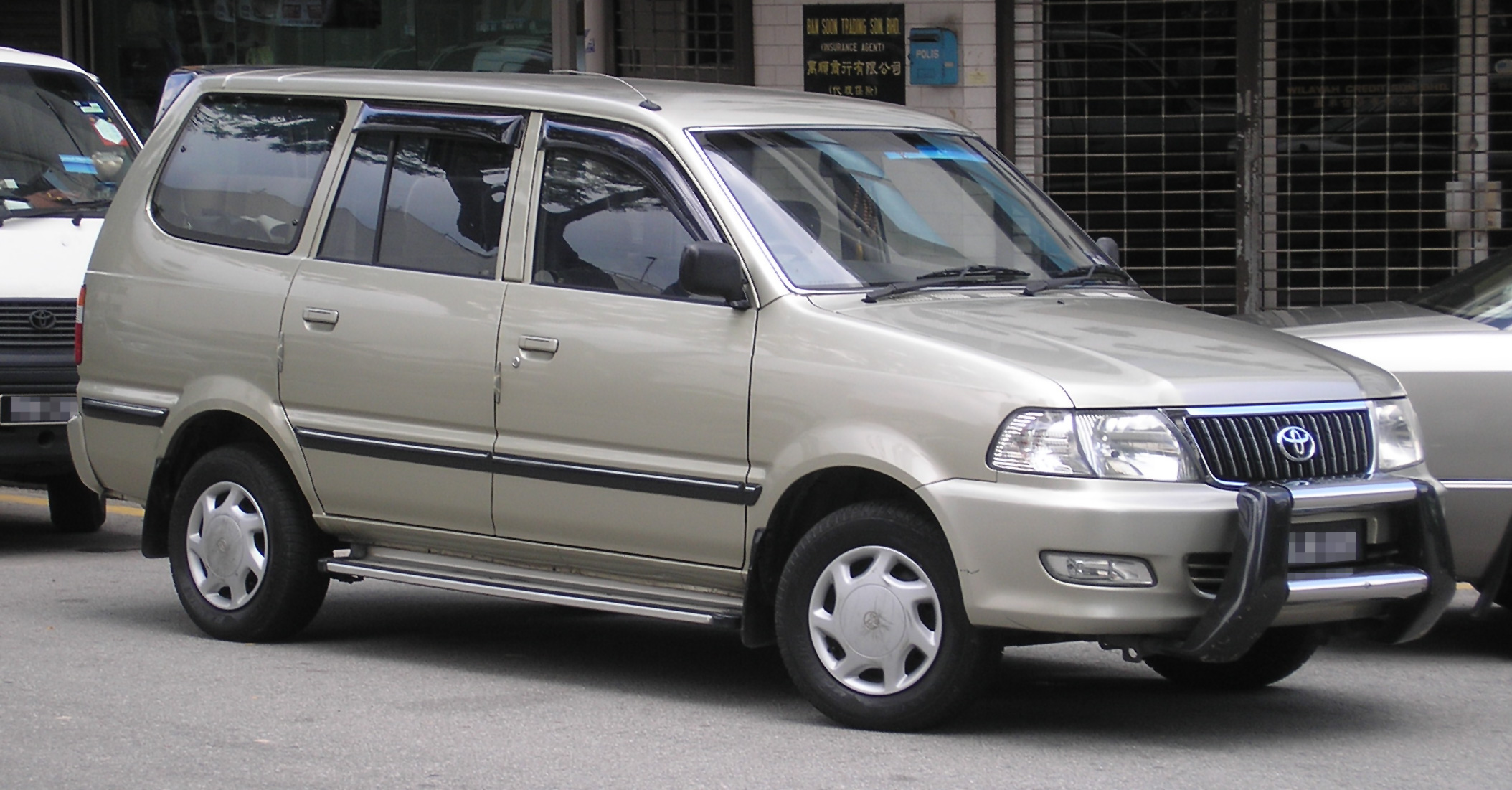
토요타 안서 GLi (두 번째 안면 성형, 말레이시아)
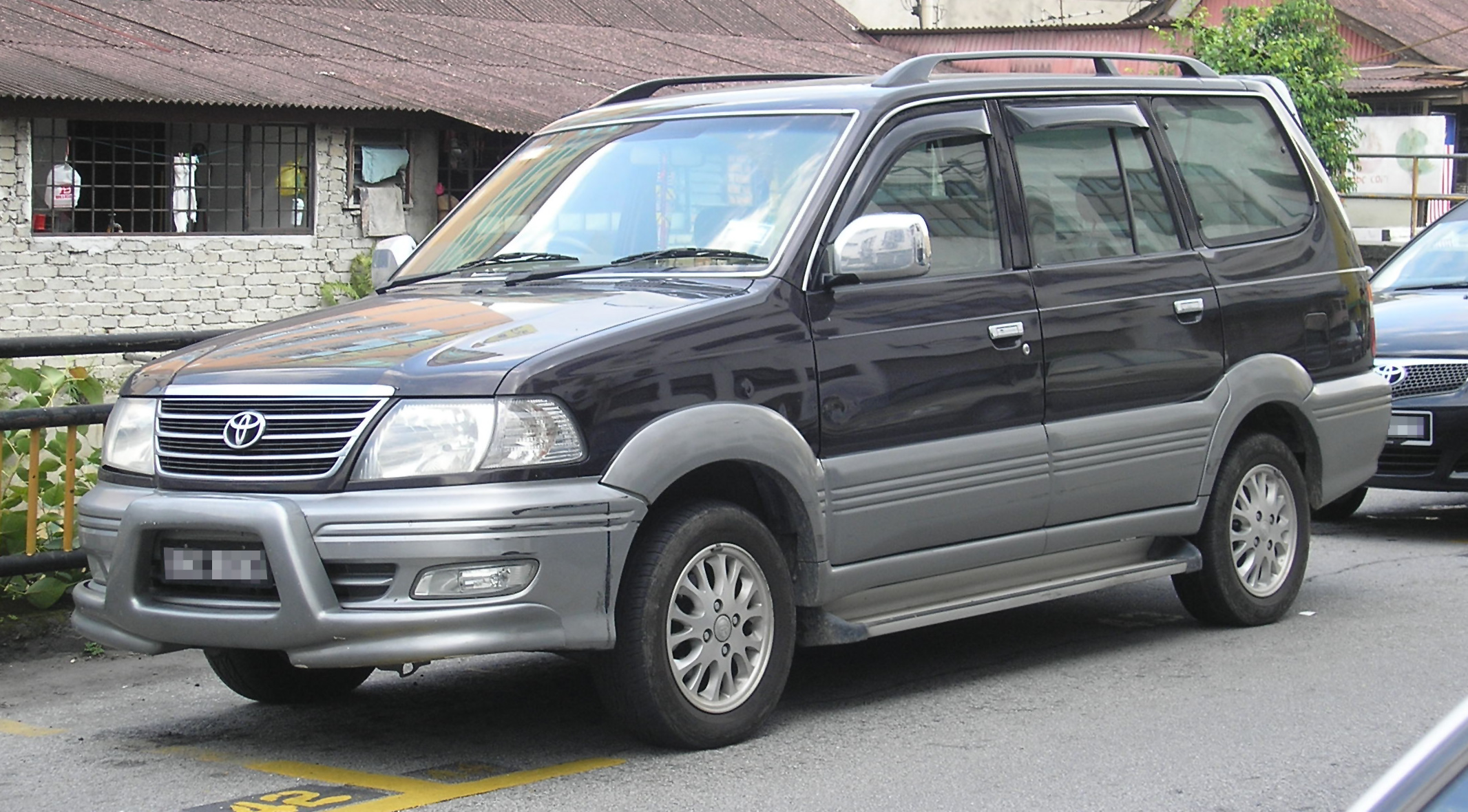
토요타 안서 LGX (세 번째 안면 성형, 말레이시아)

 후방 

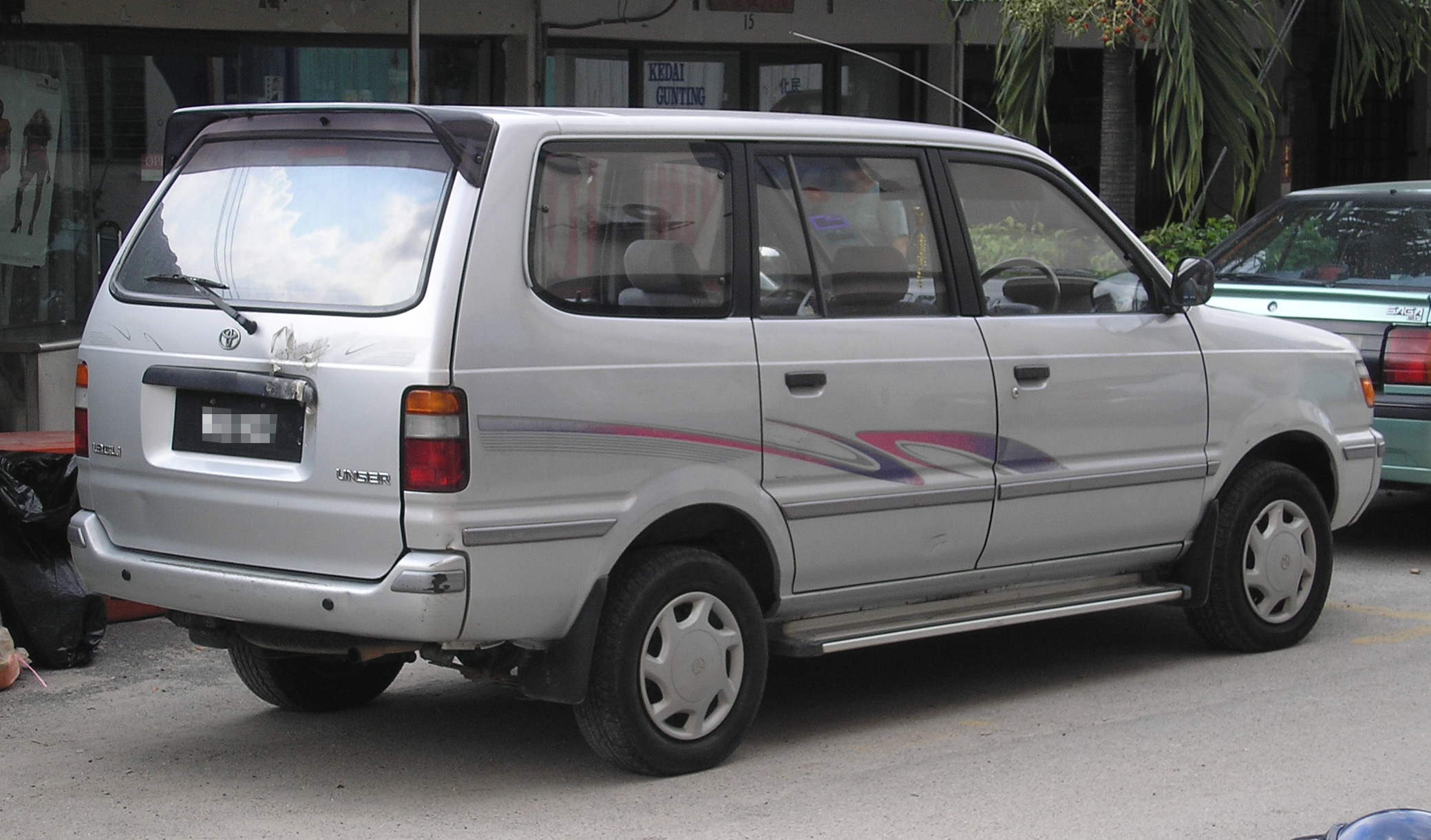
토요타 안서 (프리 페이스 리프트, 말레이시아)
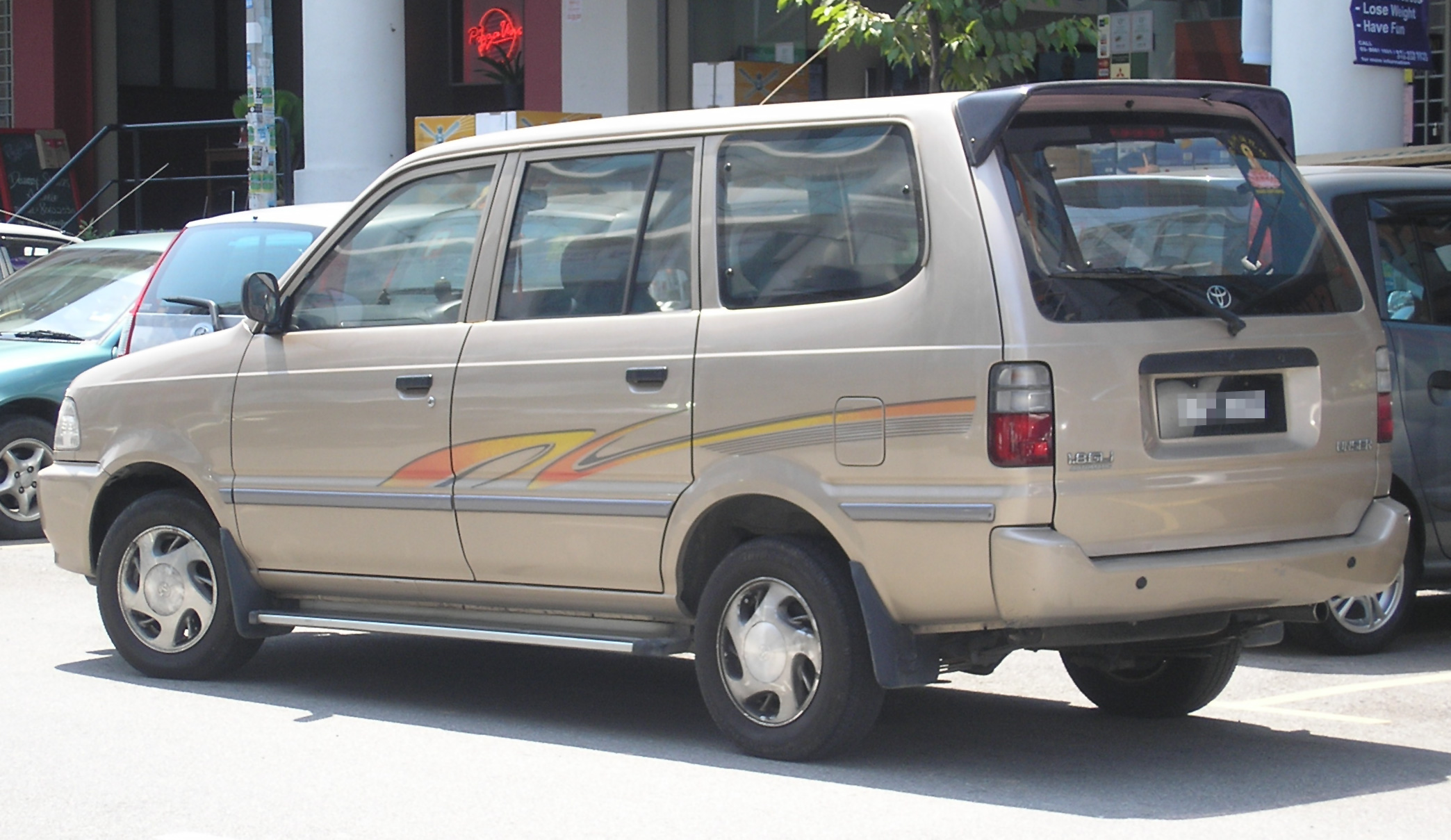
토요타 안서 (말레이시아 최초의 안면 성형)
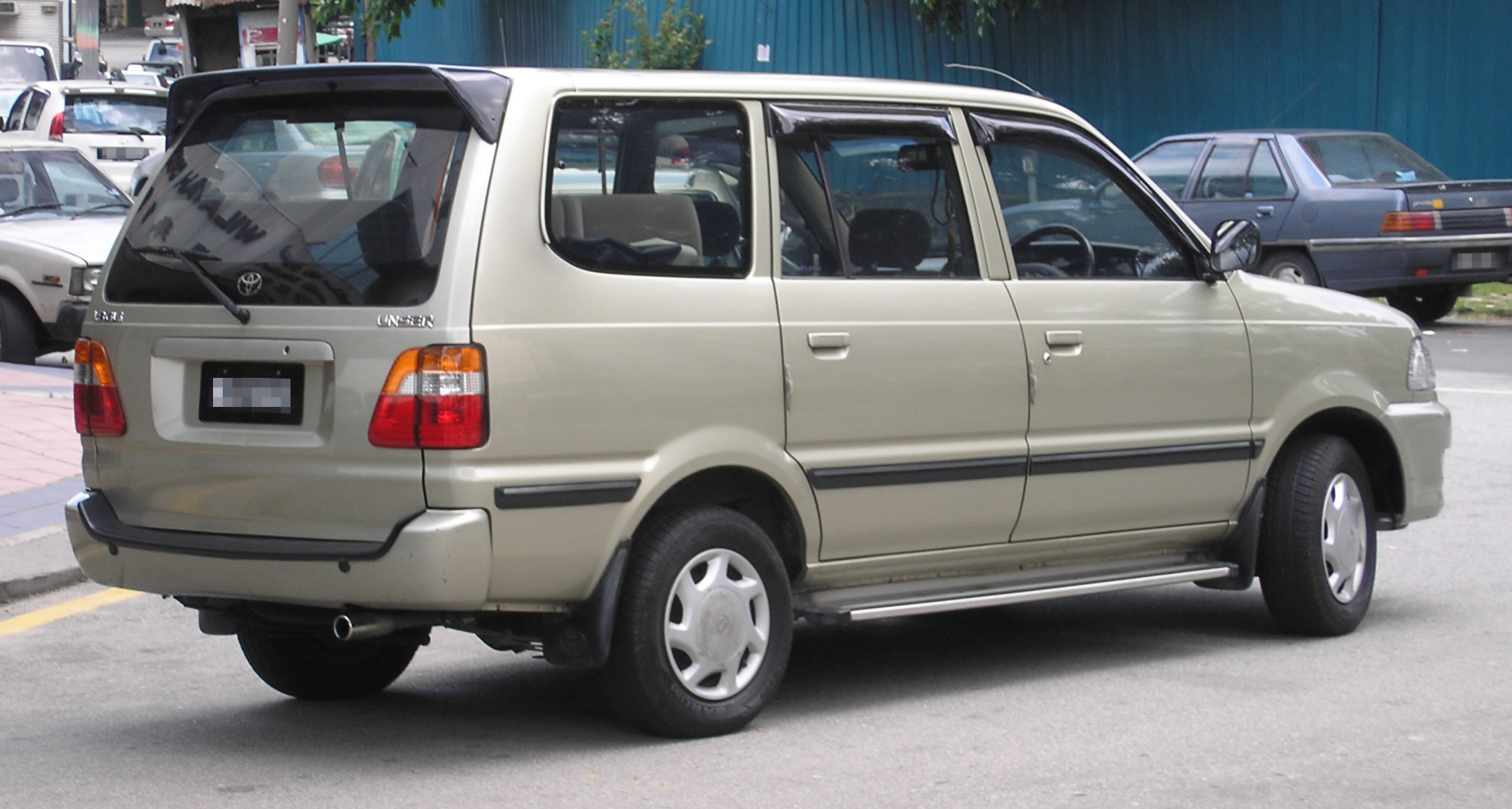
토요타 안서 GLi (두 번째 안면 성형, 말레이시아)
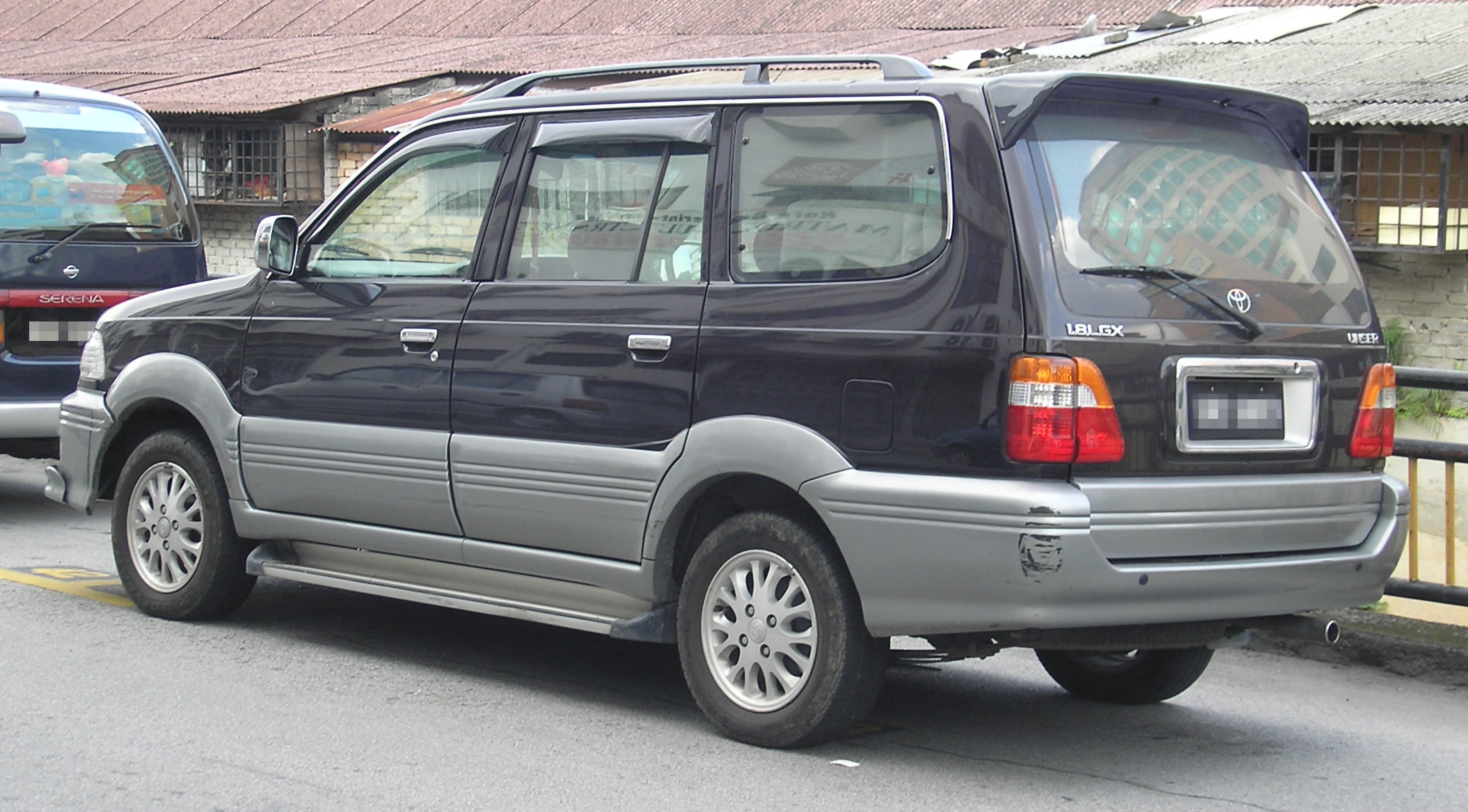
토요타 안서 LGX (세 번째 안면 성형, 말레이시아)

### 필리핀 (레보)
1998년 - 2000년 (F80)
4 세대 키장은 타마러우 FX 레보 명찰 아래 필리핀에서 판매되었다.  이 모델은 타마러우 FX를 대체하기 위해 1998년에 출시되었다 (잠시 동안 함께 판매되었지만).  플랫폼과 디젤 엔진은 비슷한 시대 히러를 기반으로 했다.  엔진 선택은 휘발유 엔진과 2.4 리터 OHC 디젤 엔진을 위한 1.8 리터 OHV EFI를 포함한다.  트림 라인은 DLX (GL), GL, GL (SR), 하이 엔드 LXV, VX200 및 SR-J 및 VX200-J (토요타의 J 시리즈 또는 Japan-spec, 히러와 RAV4까지 확장 된 차량). LXV 손질은 GSX가 완전히 새로운 이체 인 그러나 VX200에 찬성하여 2000년 모형에서, 중단되었다.  안면 홍학 버전은 2002년에 도입되었다. 2 개의 J-spec 트림 라인 (SR-J와 VX200-J)은 라인에서 은퇴했고 하이 엔드 트림 버전은 업그레이드 된 가죽 시트, 엔터테인먼트 시스템 및 약속을 받았다.
DLX는 비닐 인테리어, 2 개의 스포크 스티어링 휠, 2 개의 스피커 라디오 / 테이프 셋업 및 중앙 장식품이 달린 스틸 휠을 갖추고 있다.  GL 그레이드는 허브 캡이 달린 스틸 휠, 4 개의 스피커 라디오 / 테이프 셋업 및 패브릭 인테리어를 갖추고 있다.  GLX, SR 및 LXV에는 6 개의 스피커 라디오 / 테이프 셋업, 안개등, 합금 바퀴, 후방 와이퍼 및 모든 전력 설비가 있다.  본문 그래픽은 SR 및 LXV에만 적용된다.  LXV에는 금 장식 용지가 붙어 있다.  SR에는 수프라에 사용된 것과 유사한 글꼴 세트로 작성된 "Sport Runner"라는 단어가 있다.  그것은 매우 잘 팔렸고, 1998년에는 7,700 대가 판매되었다.  안전 벨트는 안전 벨트, 하중 감지 비례 밸브, 어린이 보호 도어 잠금 장치 및 도어 충격 받침과 같은 기본 기능을 갖추고 있다.

처음 출시 된 디젤 엔진 인 레보는 그 당시 다른 디젤 엔진 중 연기 도난 기인 것으로 유명했으며 소유주로부터 불만이 많았다.  그럼에도 불구하고 마쓰다, 포드 및 이스즈는 경쟁 모델, 특히 Isuzu Hi-Lander와 인기있는 변형 인 Crosswind를 출시했다. 

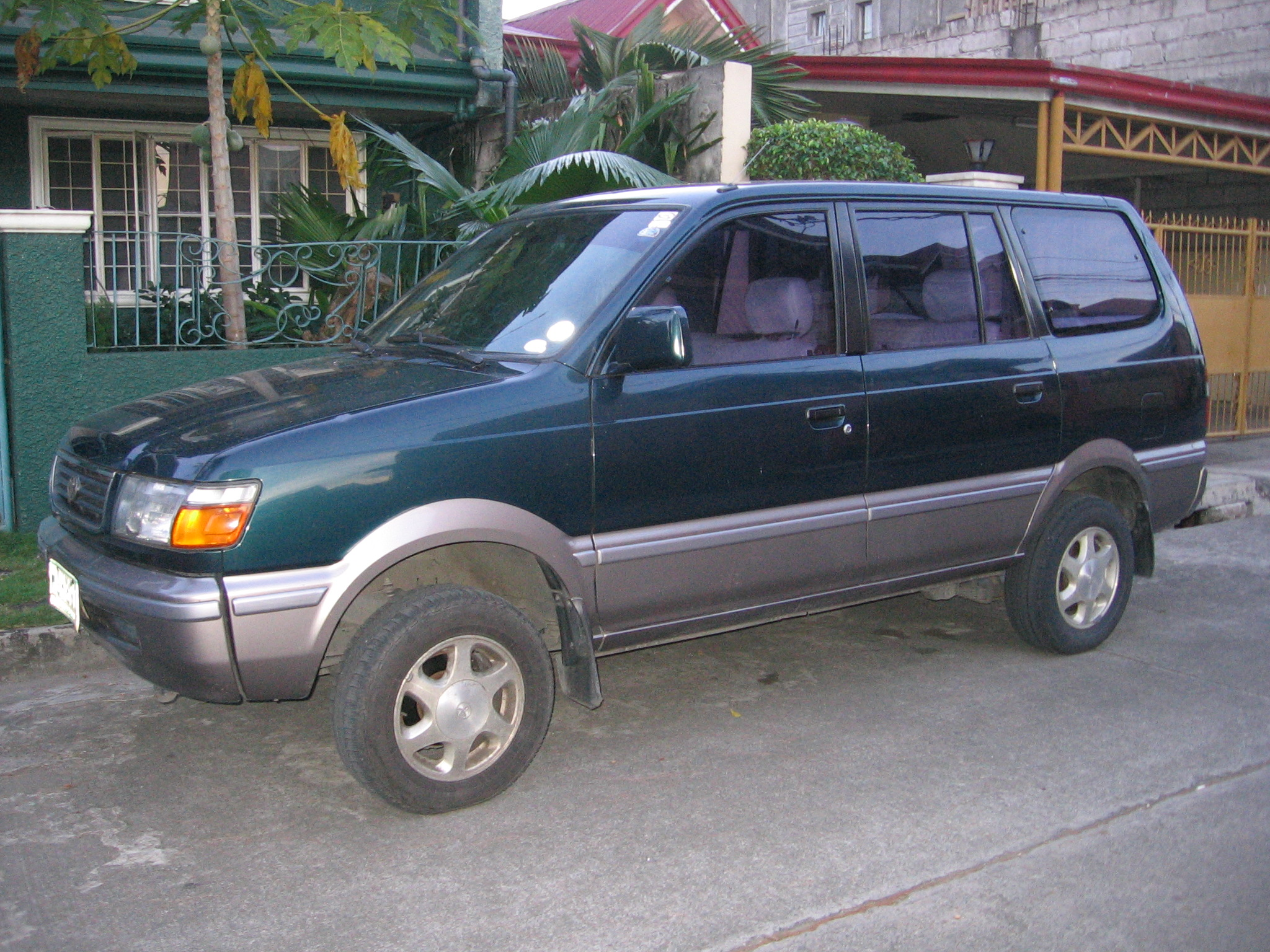
1998년 토요타 레보 GLX (필리핀)
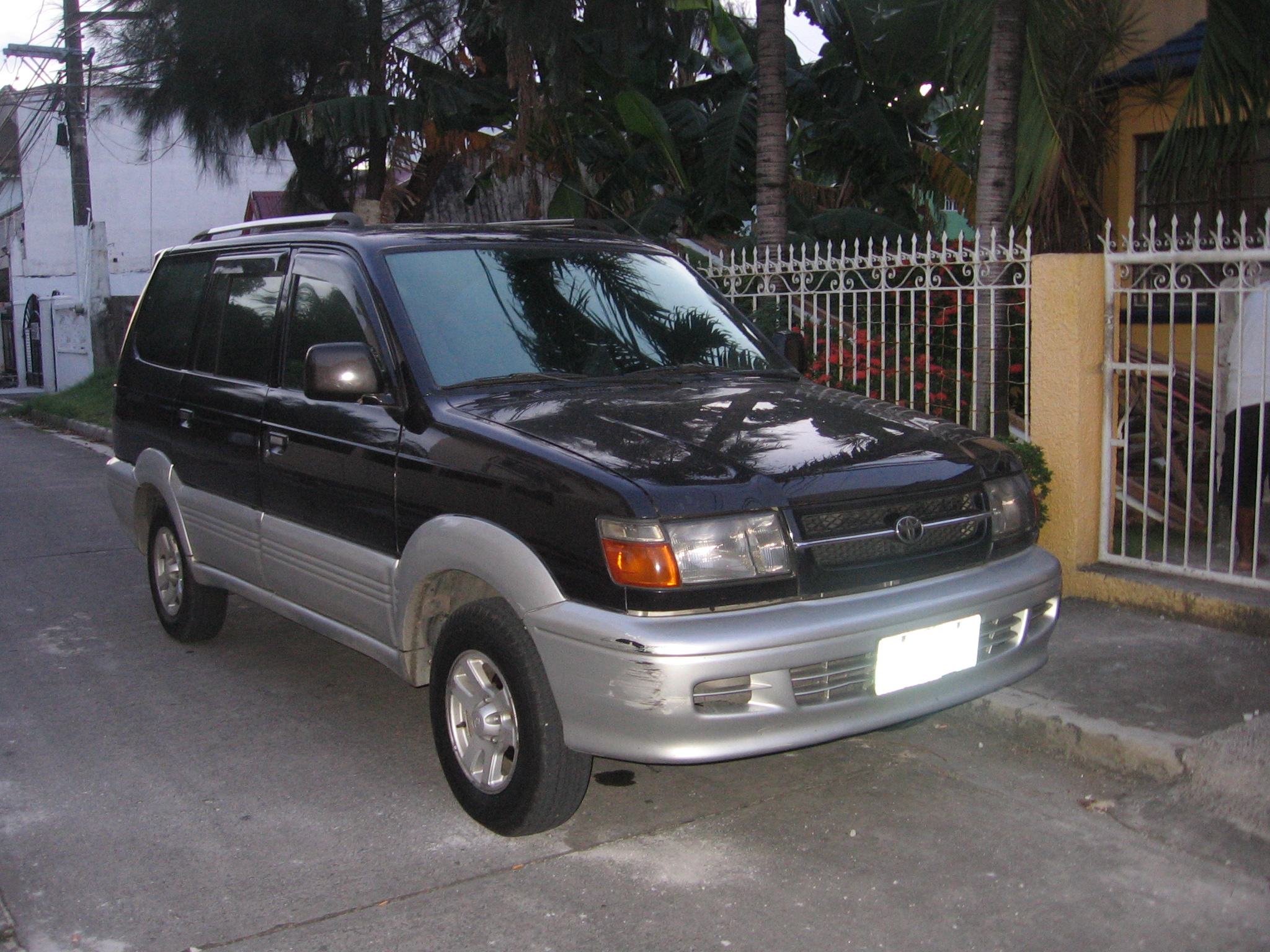
1998년 토요타 레보 SR (필리핀)

2000년 - 2002년 (F80 / F81)
2000년, 토요타는 레보를 개정하여 배지를 변경하고 라인을 개조했다.  엔진 선택은 1.8 리터의 OHV EFI와 새로운 2.0 리터의 SOHC EFI 가솔린 엔진과 2.4 리터의 OHC 직접 분사 디젤 엔진을 포함한다.  2 리터 디젤 엔진은 연기가 나는 불평을 해결하기 위해 개정되었다.
레보는 명확한 할로겐 헤드 램프, 새로운 바퀴, 새로운 실내와 새로운 색의 유용성을 특징으로하고있는 안면 성형을 받았다.  트림 라인에는 DLX (초보자 용), GL, GSX, GLX, SR (스포츠 러너), VX200 및 SR-J 및 VX200-J (토요타의 일본 또는 일본 사양의 차량, 히러와 RAV4로 확장되었다.  VX 라인은 결국 LXV를 대체했다. GSX는 완전히 새로운 변형이다.

엔트리 레벨 인 DLX에는 파워 스티어링 만 있고 다른 파워 기능은 없다.  이 변종은 타코미터 가없고 테이프 데크 / 라디오 리시버, 앞줄에만 2 개의 스피커, 비닐 인테리어가 장착되어 있으며 센터 장식이있는 14 인치 스틸 휠이 있다.  GL은 라디오 CD 셋업, 패브릭 인테리어, 타코미터 및 허브 캡이 달린 스틸 휠을 갖춘 "하이 엔드 엔트리 레벨"이다.  나머지 라인은 전 파워 기능, CD 플레이어 / 라디오 리시버 및 6 스피커 셋업 (DVD 플레이어 셋업으로 업그레이드 가능) 및 리어 윈도우 지연기를 갖추고 있다.  VX와 SR-J 선은 가죽의 좌석과 TV 스크린을 진흙 받이와 머리 받침에 붙였다.  유일한 SR (특별의 바퀴, 유일한 제복), GSX와 VX200와 VX200J의 특별한 판인 SR-J는 2.0 리터의 가솔린 엔진과 힘 펜더에 설치된 라디오 안테나를 가지고 있었다.  정면으로 향하는 제 3의 줄 좌석은 3 점의 안전 벨트없이 옵션으로 만들어졌다, 필리핀의 그 시간에 차량 타입을 위한 희귀 품. 

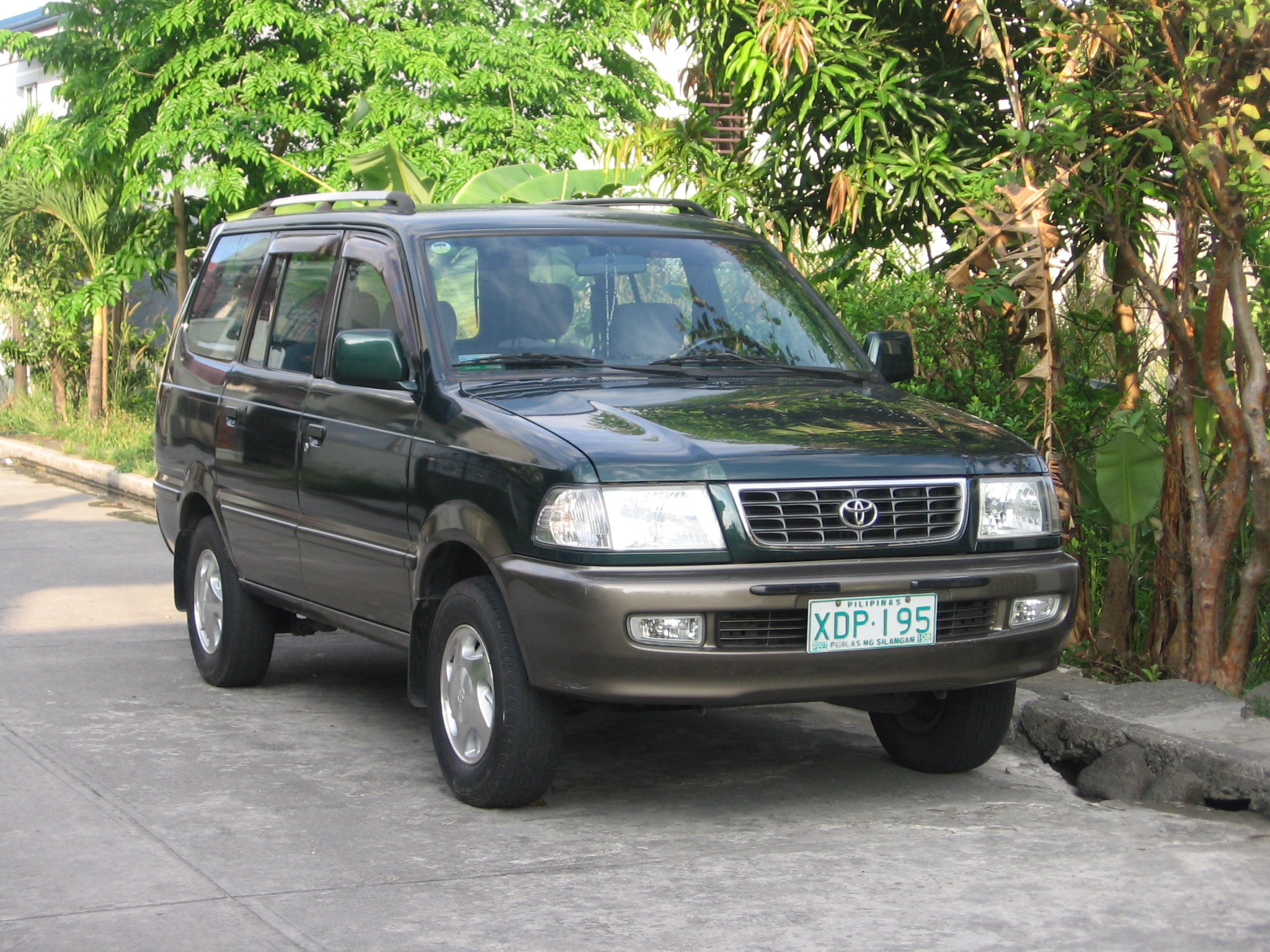
2002년 토요타 레보 GLX (필리핀)

2002년 - 2005년 (F82)
VX240D (2L 디젤)는 2004년 중반에 새로운 라인업에 도입되었다.  레보는 세 번째로 마지막으로 상쾌하게 되었다.  도요타 차량의 J 시리즈는 단종되어 2 개의 J- 스펙 트림 라인 (SR-J 및 VX200-J)이 중단되었다.  그것은 크롬 토요타 로고와 함께 3 개의 스포크 스티어링 휠, 더 큰 헤드 라이트, 땅 크루저 스타일 미등 (4 세대 키장에 존재하는), 개량되었던 음성을 포함하여 새로운 색과 외부와 실내 세부의 배지 교정, 유용성을 받았다 시스템 및 기타 추가 기능을 제공한다.  탑 트림 (VX200 및 VX240D)은 업그레이드 된 가죽 시트, 업그레이드 된 엔터테인먼트 시스템, 크롬 약속, 사이드 스텝 (SR 변형과 함께) 및 업그레이드 된 듀얼 DVD 모니터를 받았다.  SR을 위해, 새로운 유인물뿐만 아니라 "SPORT RUNNER"라는 단어가 일반 텍스트로 실행되어 수프라에 사용된 글꼴의 사용이 중단되었다.  GLX와 GSX 등급은 GSX를위한 새로운 바퀴와 다른 용기를 받았다

판매 실적이 좋았지 만 토요타의 IMV 프로젝트로 인해 2005년에 중단 될 가능성이 높다. 마지막 레보는 대여 함대, 경찰 부서 또는 2005년 2월까지 마지막 몇 가지 예제를 작성하려는 사람들에게 판매되었다.  

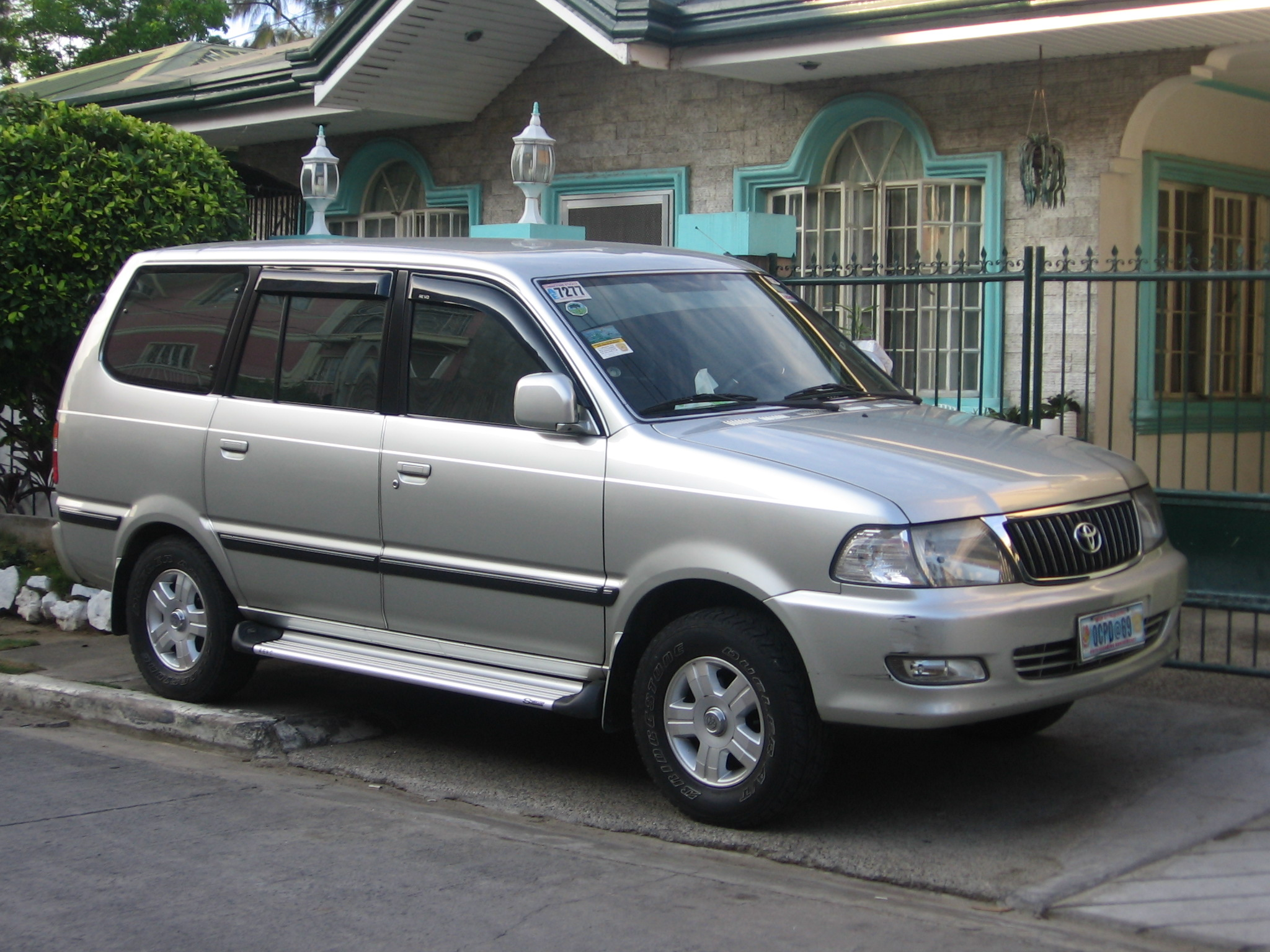
2003년 - 2005년 토요타 레보  (필리핀)
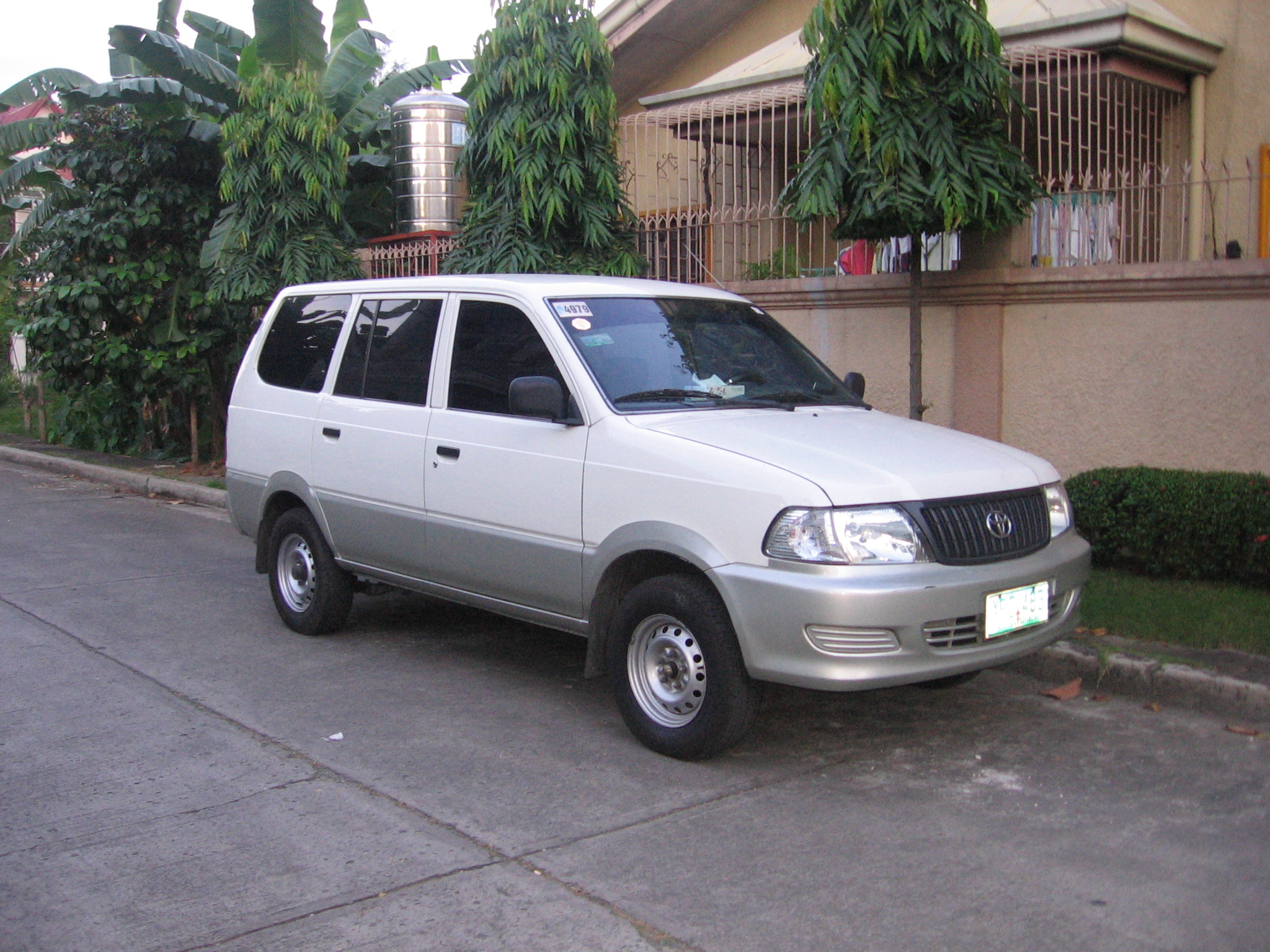
2003년 - 2005년 토요타 레보 DLX (필리핀)
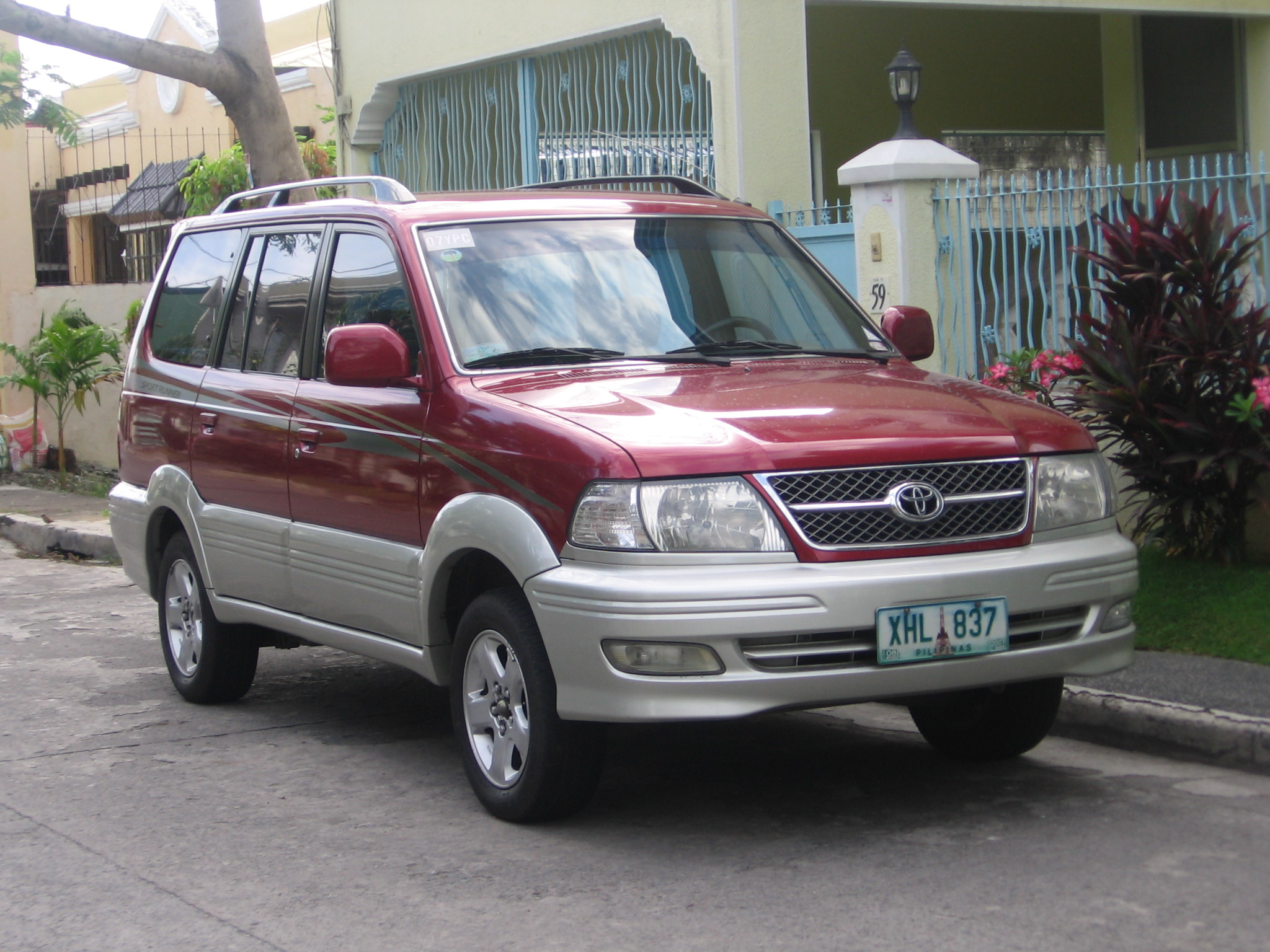
2003년 - 2005년 토요타 레보 SR (필리핀)

### 제이스 서프 (F60 / F84 / F85) / 콘도르 (F80 / F81 / F85) / 종마 (F60 / F61)
제이스 서프, 콘도르 및 종마은 긴 휠베이스 기장 미니 버스를 기반으로 한 높은 지붕 스테이션 왜건이다.  오른손 운전을 위해 아프리카 시장 콘도르는 2.0L, 2.4L 휘발유 엔진 및 3.0L 디젤 엔진을 선택했다.  콘도르에게 독특한 것은 2 열 개별 좌석, 내부 도어 핸들에 통합 된 도어 잠금 장치, 도어 핸들 바깥 쪽의 코롤라 스타일 및 후면 냉각기 옵션이없는 7 개의 시트 구성이다.  나중에 8 개의 좌석 구성이 가능 해졌고 3 번째 벤치 의자 좌석은 50/50 측면 접이식 장치로 교환되었다.  풀 타임 4WD, 안티 록 브레이크 및 운전자 측 에어백은 TX 트림에서 사용할 수 있다.  콘도르는 가나에서도 판매되며, 좌석 구성이 10L 인 1.8L 및 3.0D 엔진이 장착되어 있다.  종마 패널 반은 키장 / 제이스 픽업과 함께 F60 지정을 공유하는 1.8 리터 2Y 엔진으로 처음 도입되었으며 2003년 남 아프리카 시장 콘도르 및 종마 모델의 기본 엔진으로 2.0L 장치로 대체되었다. 3.0D 엔진은 모두 콘도르의 가장 바깥 쪽 좌석에 있는 표준 3-pt 안전 벨트 대신에 무릎 벨트가있는 2 열 좌석이있는 5 개의 좌석 구성에서 F61의 섀시 코드를 지정했다.  대만 시장을 겨냥한 왼손잡이 제이스 서프는 1.8 석 또는 2.4 석의 가솔린 엔진을 선택할 수 있는 5 인승 및 8 인승 구성이 가능했다.  안티 록 브레이크는 GL 제한 및 DX 트림의 1.8 L 가솔린 변형 제품과 함께 옵션으로 제공되었지만 2.4 L 변형을 갖춘 4 륜구동 차량의 에어백과 함께 표준으로 포함되었다.  2.4 리터 변형을 위한 8 시트 구성은 후에 중단되었으며 3 열 시트는 50/50 분할 사이드 접이식 유닛으로 교체되었으며 최 외측 3 열 시트에는 3 피트 시트 벨트가 추가되었다.  제이스 서프의 유일한 특징은 더 높은 엔드 트림에서 인쇄 된 창 안테나를 사용한다는 것이다.  아프리카와 대만 시장 차량 모두 2.4L 2RZ는 자동 변속기의 옵션으로 사용할 수 있었으며 2WD 제이스 서프의 표준 사양이다.  제이스의 단일 캡 변형에는 평평한 또는 표준 갑판 구성의 1.8 7K 엔진이 제공되었다. 

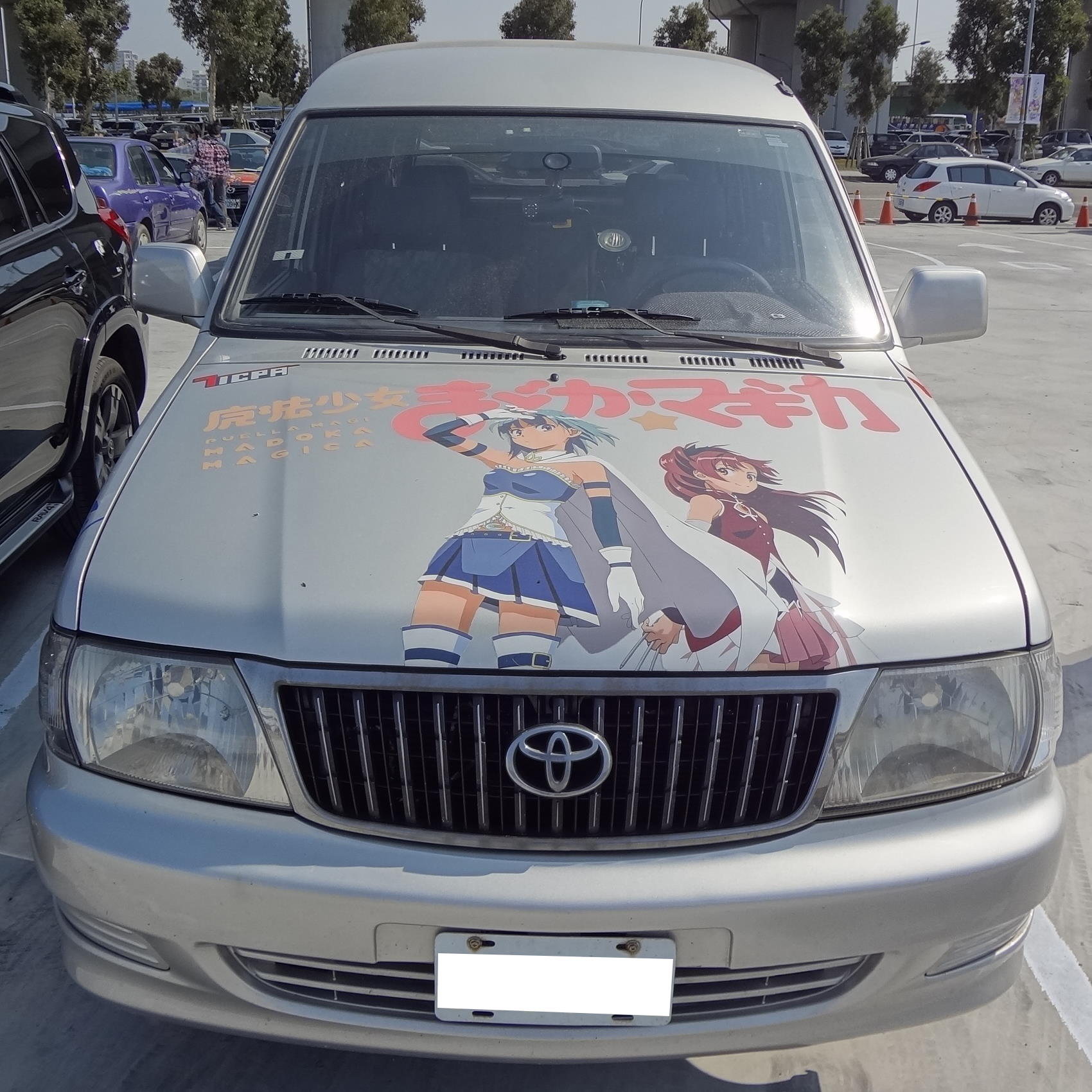
토요타 제이스 서프 DX (정면)
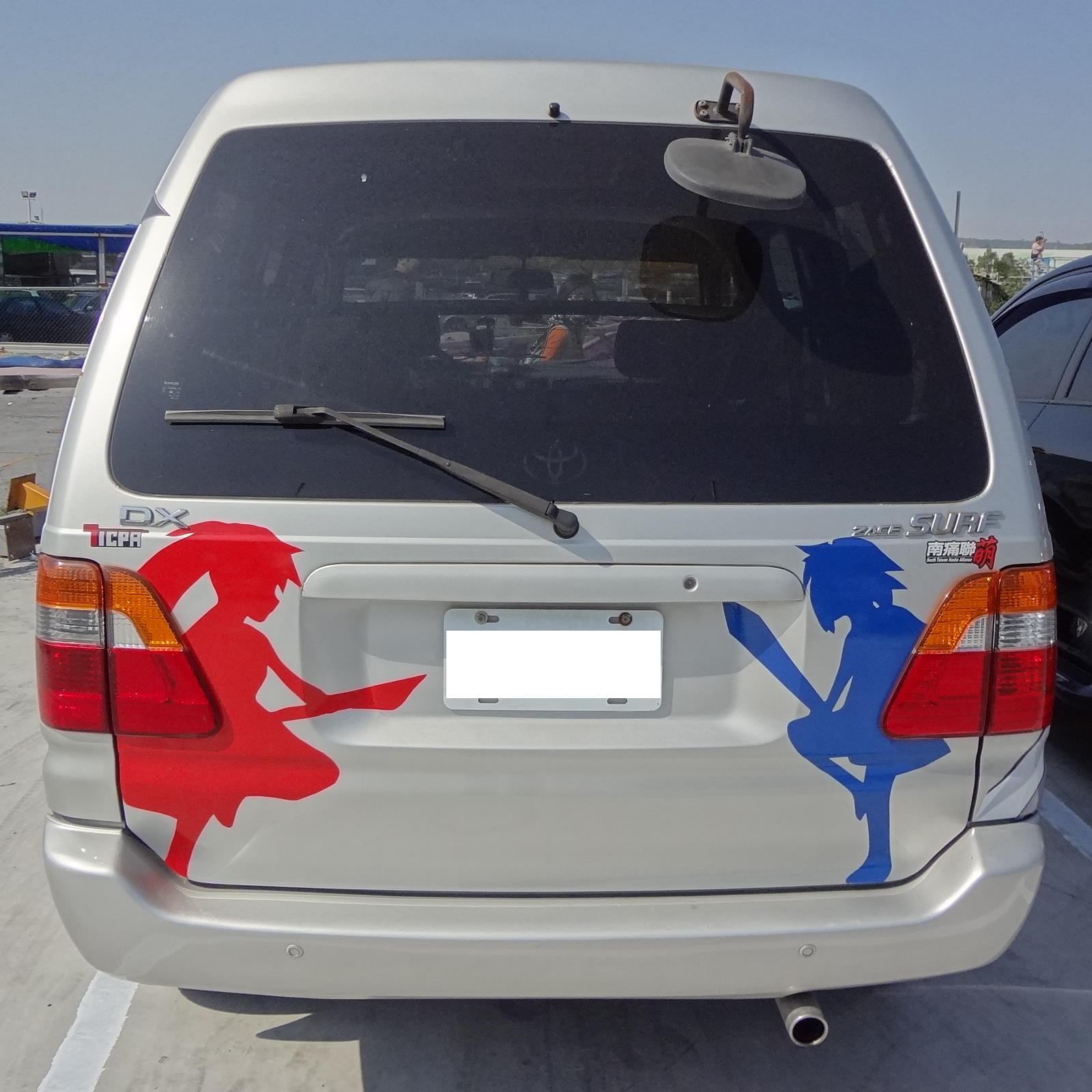
토요타 제이스 서프 DX (뒷면)

## 바꿔 놓음
각각의 시장에서의 다양한 역할로 인해 키장은 아반자 및 토요타 IMV 플랫폼 차량에 의해 승계되었다.
토요타는 2003년 동남아시아 전역의 키장 스테이션 왜건을 작은 아반자로 대체했으며, 2004년에는 더 큰 이노바를 대체했다  후자는 원래 모델과의 연계성을 유지하기 위해 "키장 이노바"로서 인도네시아의 Toyota-Astra Motor에 의해 판매되었다.  토요타는 이노바를 5세대와 6세대 키장으로 분류한다.  키장 픽업은 유로 2 배출 가스 규제를 준수하기 위해 히러 픽업 트럭으로 교체 될 때 2007년 초에 판매되었다 .
인도 시장 커리스는 이노바로 대체되어 4 세대 모델을 완전히 뛰어 넘었다.
안서는 아반자 함께 판매된 말레이시아 시장은 2004년 말에 도입 2005년 중간까지 그것이 이노바 찬성 중단되었을 때 도입된다.
이노바는 필리핀 시장에서 레보의 후속으로 2005년에 판매되었다 마케팅 자료는 "아름다운 혁명" (A Beautiful [R]evolution)로 이노바 참조와 레보 명판을 참조.  이전에 엔트리 레벨 DLX 및 GL 레보 트림이가 제공 한 이노바 택시 및 상업용 비즈니스의 가족 중심 특성을 감안할 때 현재 고급 SUV 및 VX 트림이 포추너 SUV에 의해 처리되는 동안 아반자가 서비스를 제공한다.
대만의 제이스 서프는 4륜구동 변속기 및 픽업 트럭을 대체 할 2.7 리터 2TR-FE 가솔린 엔진을 장착 한 이노바 대체되었다.  그 다음 코드 명 IMV4 인 포추너는 제이스 서프의 당시 라인업을 토요타의 전략적 고려로 반영하기 위해 현지 유통 업체 인 핫 타이 자동차에서 수입 할 예정이었으며 이노바는 배출 규제를 충족하기 위해 2TR-FE 대신 2007년에 출시되었다 더 작은 1TR-FE는 나중에 더 큰 엔진을 대체하기 위해 도입되었다.  2016년에 이노바는 대만 시장에서 생산이 중단되었으며 2세대 이노바는 수입 예정이 없었다.

아프리카 / 가나 시장 콘도르는 2006년 포추너로 대체되었다 2007년 아반자와 이노 늦은 2011년에 도입 아프리카 시장 종마에서 제공하는 패널 밴 의무 패널의 밴 버전에 통과하는 동안 아반자는 2013년 말에 도입되었다.  2 세대 이노바는 MPV 시장의 위축과 판매 부진으로 남아공 시장에 도입될 예정이 아니다. 

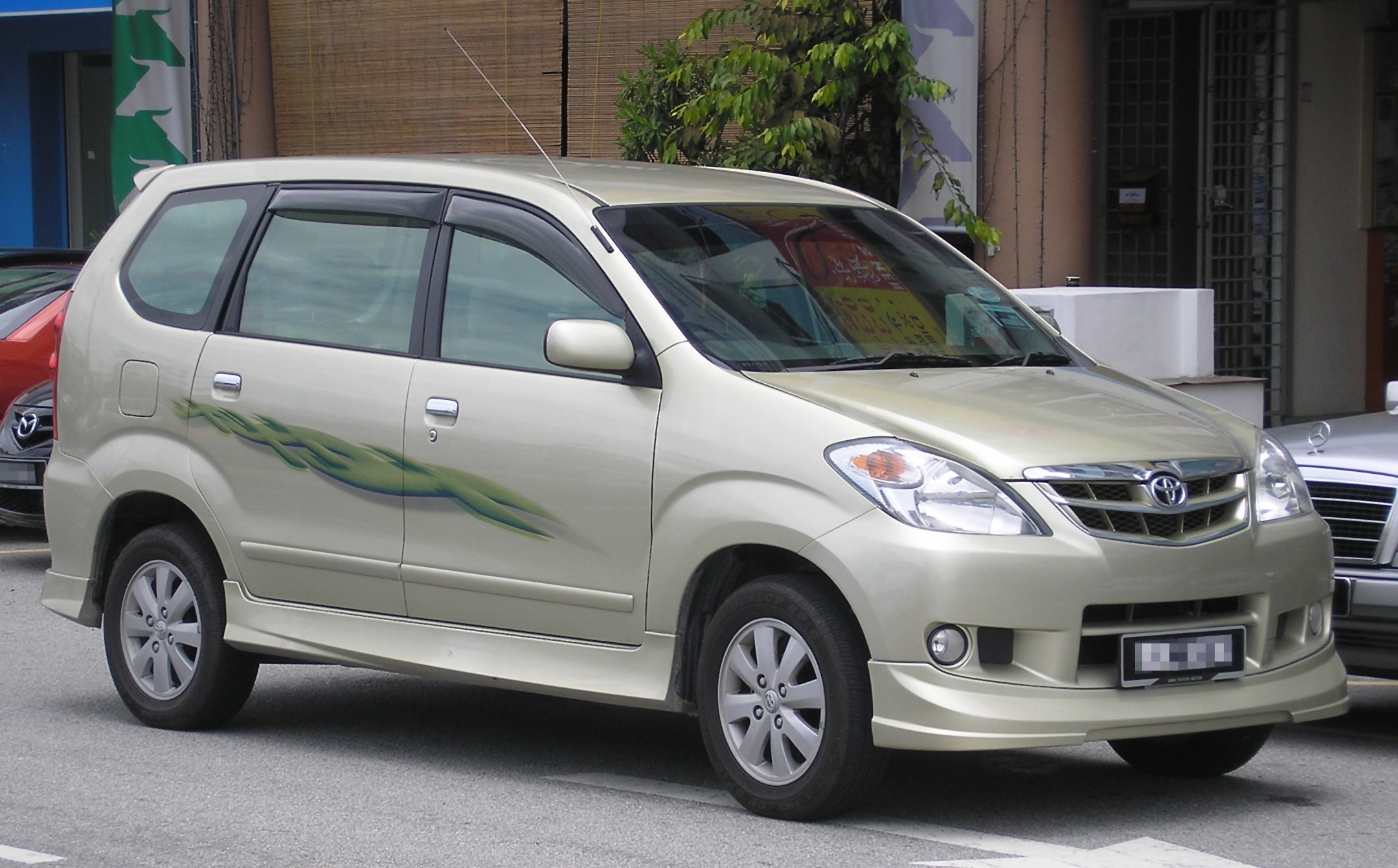
토요타 아반자
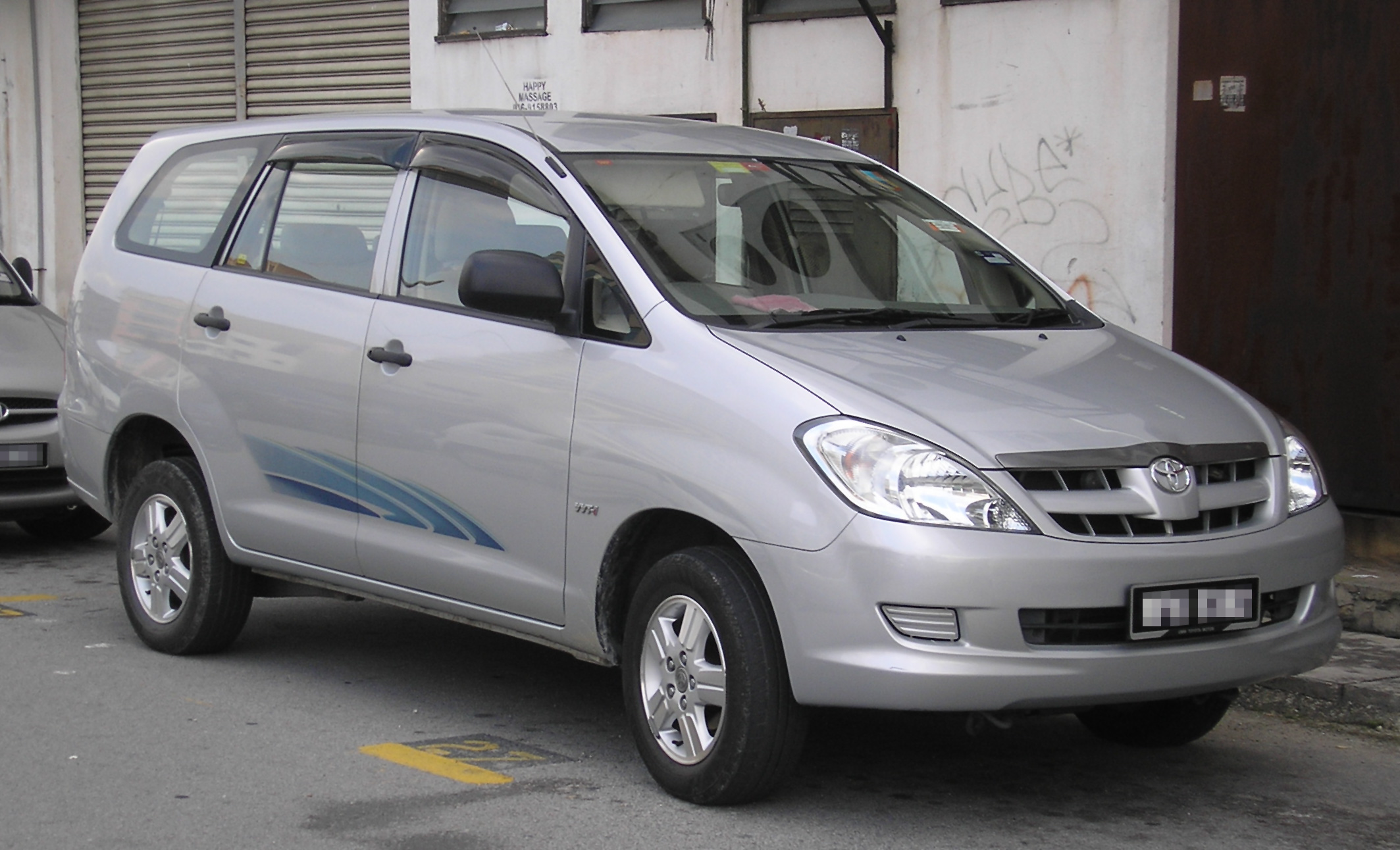
토요타 이노바
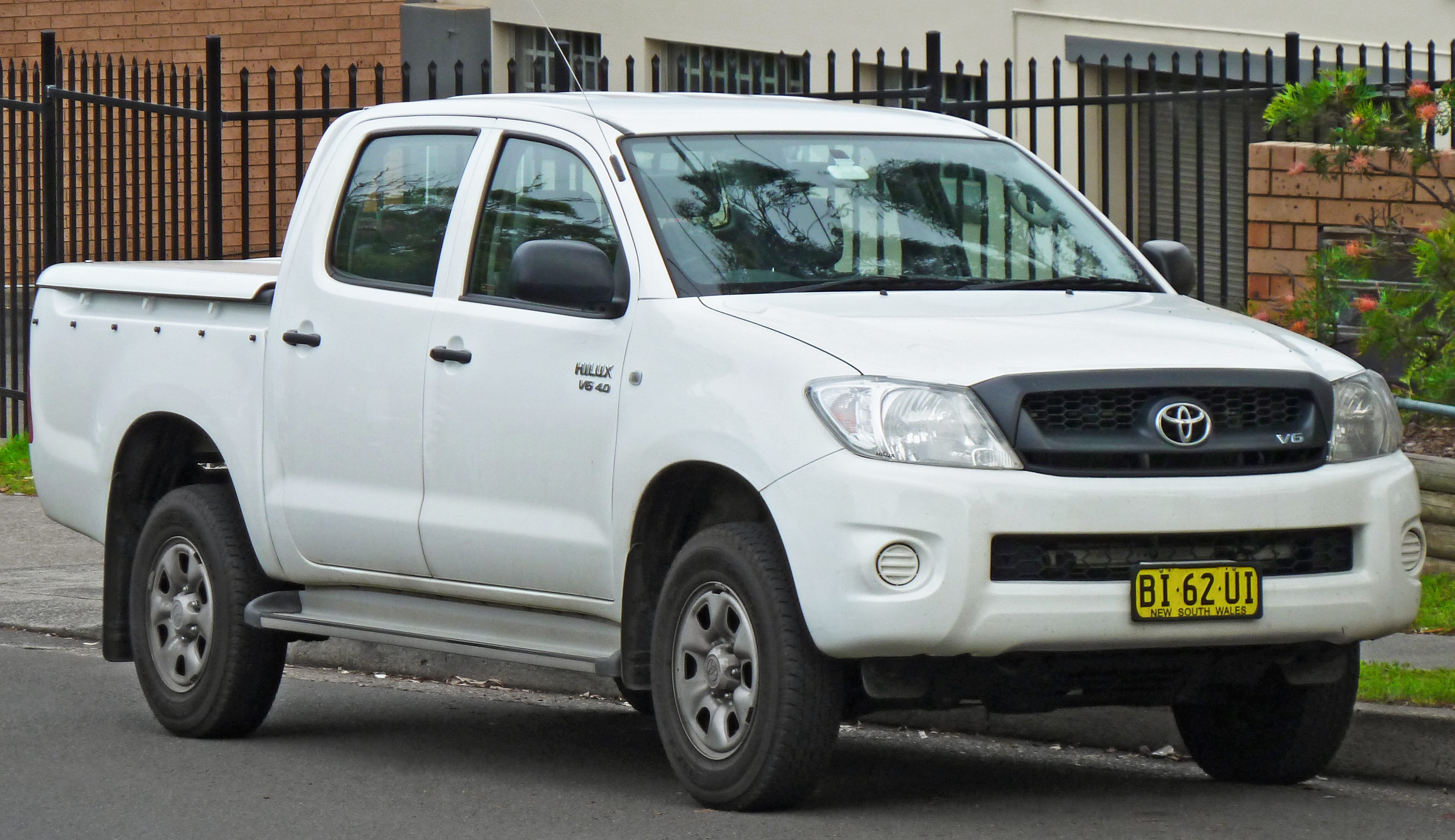
토요타 히러
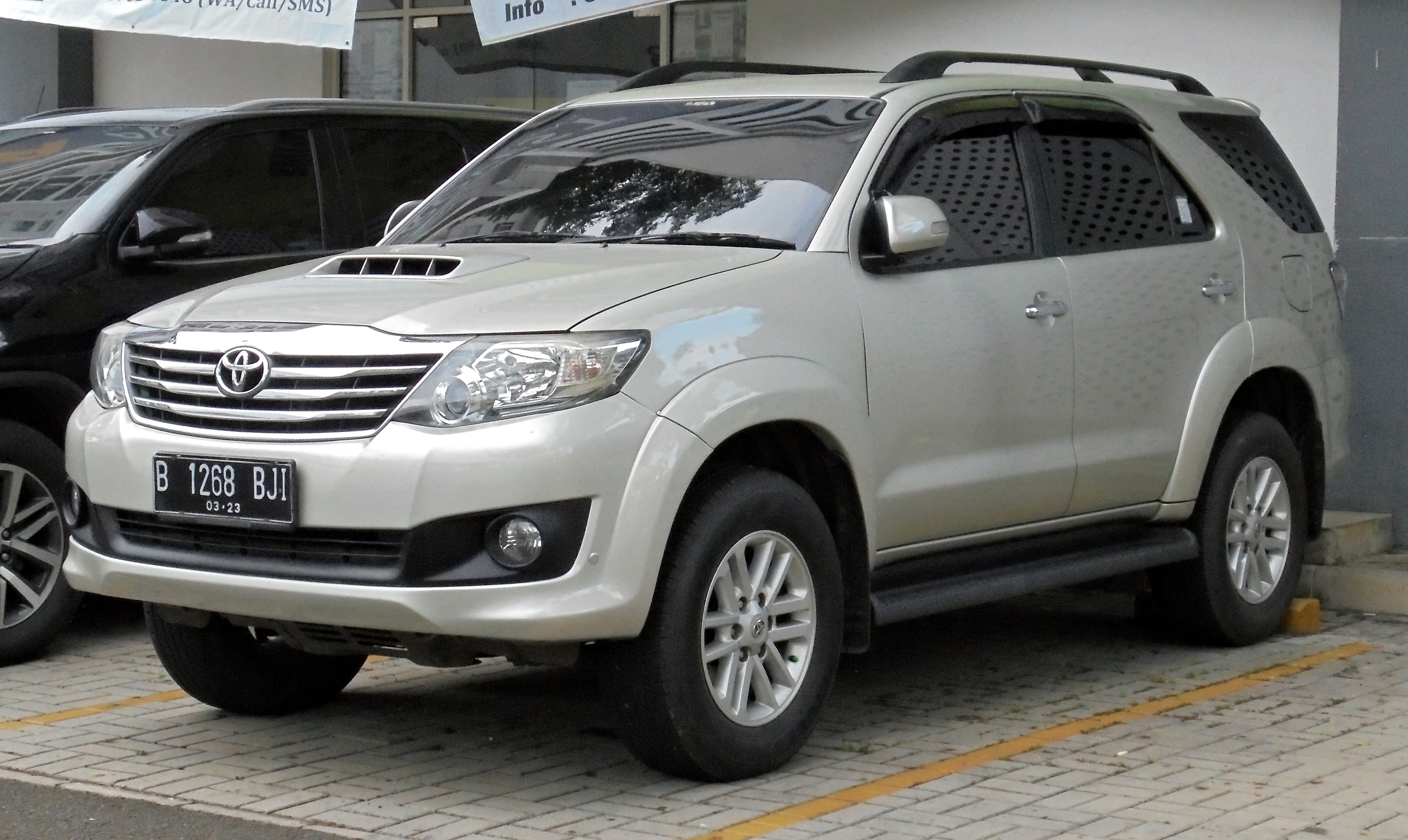
토요타 포추너
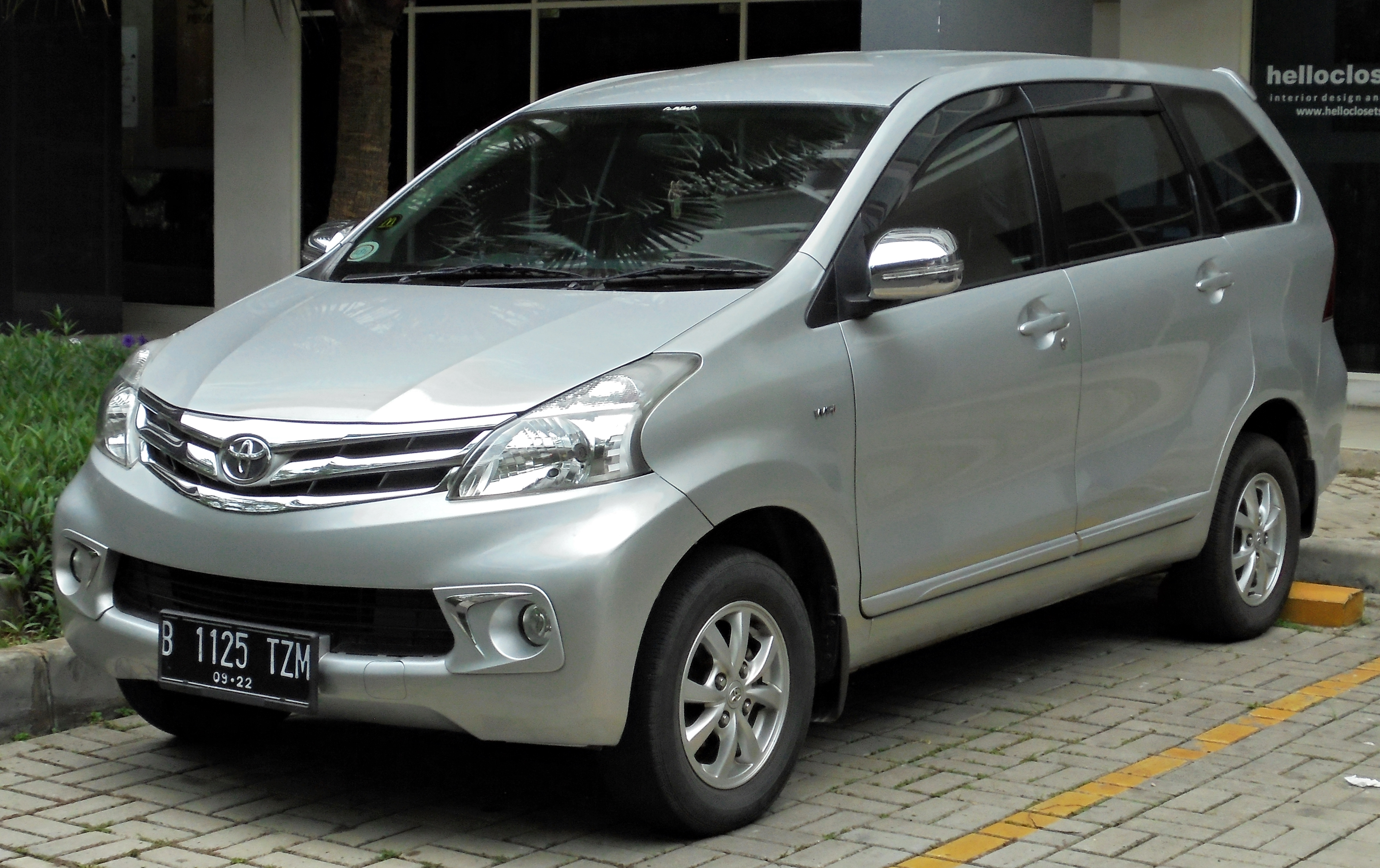
토요타 아반자
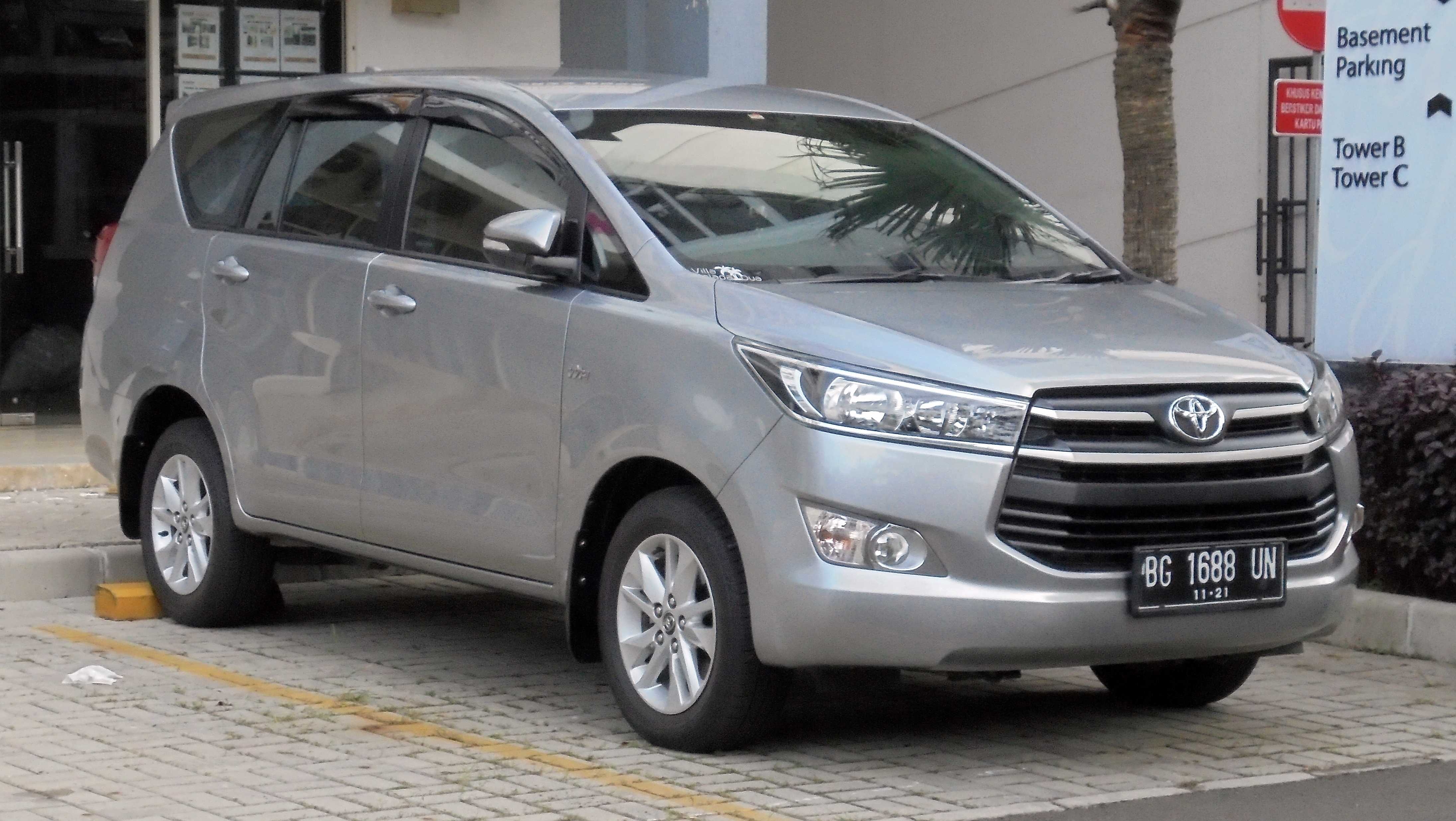
토요타 이노바
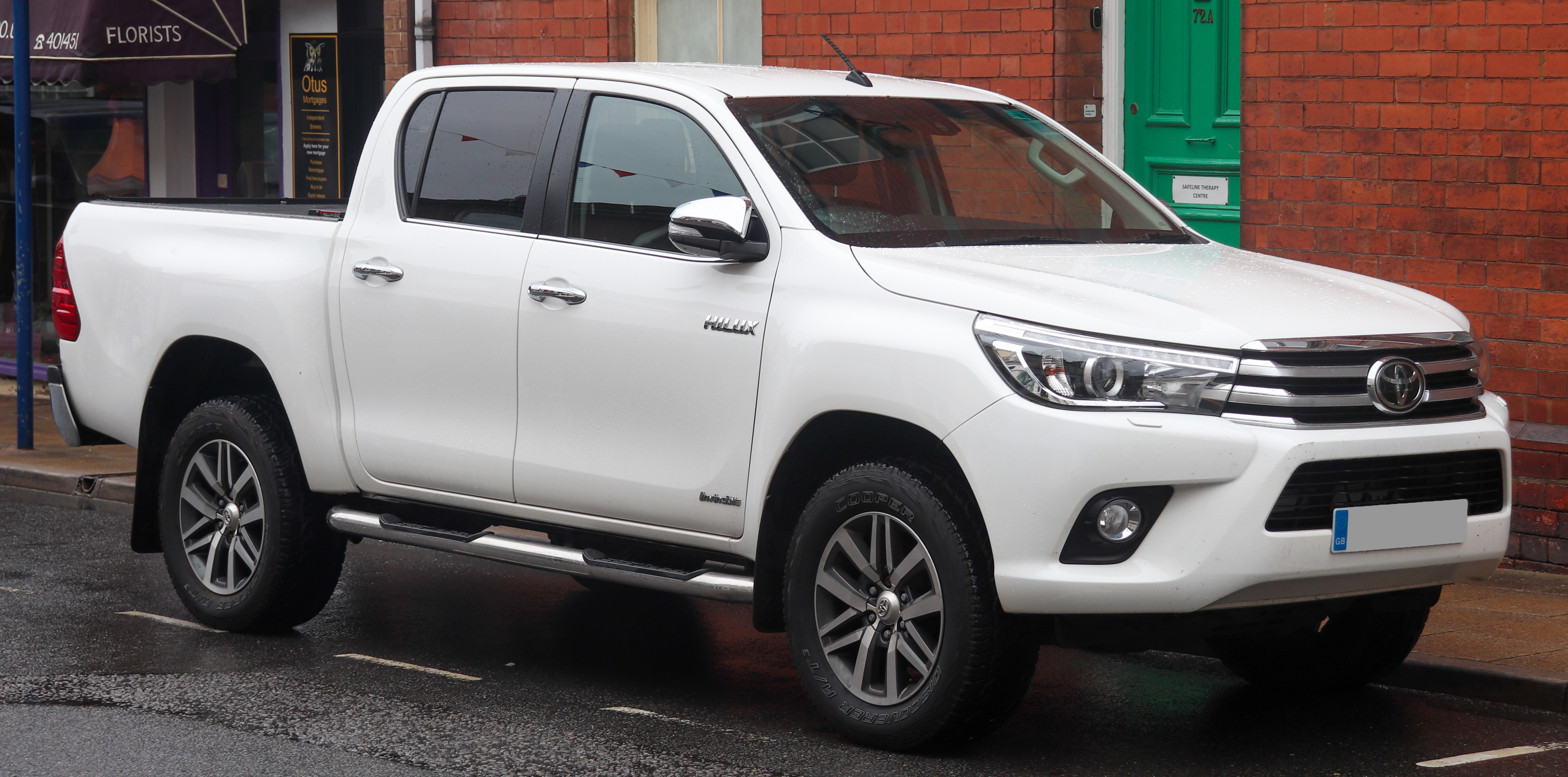
토요타 히러
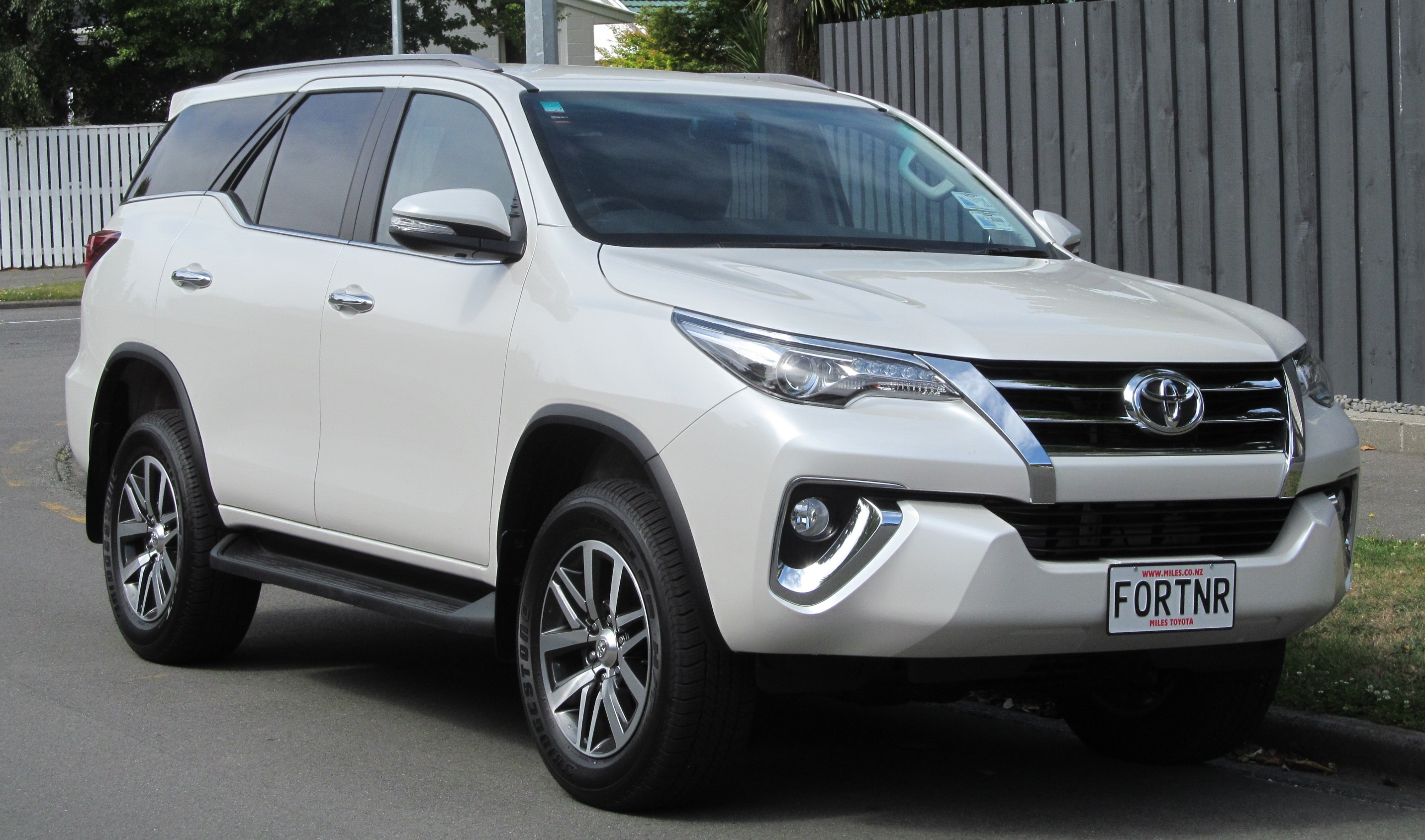
토요타 포추너